# Église Saint-Vaast de Saint-Vaast-de-Longmont
Pour les articles homonymes, voir église Saint-Vaast.
L'église Saint-Vaast de Saint-Vaast-de-Longmont est une église catholique paroissiale située à Saint-Vaast-de-Longmont, commune de l'Oise. De style roman, cette église est architecturalement plus proche de celle de Rhuis que de celle de Morienval, et sa construction a commencé vers l'an 1100. Elle était associée à un prieuré dépendant du prévôt d'Angicourt et du domaine de l'abbaye Saint-Vaast. Par ailleurs, le patronage de l'église est un indicateur de l'ancienneté de la paroisse. L'église primitive, qui n'était donc probablement pas la première église en ce lieu, se composait d'une nef rectangulaire et non voûtée, d'une première travée de chœur aujourd'hui voûtée d'ogives, moitié moins large que la nef, et d'un chevet en cul-de-four. À l'exception de ce dernier, ce bâtiment s'est conservé jusqu'à nos jours, bien qu'ayant subi quelques modifications. Les premières ont eu lieu quelques décennies après la construction seulement, vers 1120/1130, et ont porté sur l'adjonction d'un bas-côté et d'une chapelle au nord, assez similaire au chœur d'alors. Peu avant le milieu du siècle, les façades nord et sud ont été consolidées par de nouveaux contreforts en leur centre, et le portail a été refait. Puis, vers 1160/1170, le chevet initial a été démoli et remplacé par une seconde travée du chœur, de plan carré également, et un nouveau chevet en hémicycle a été construit. Il se distingue du premier notamment par sa voûte d'ogives quadripartite, et est percé de trois baies. Au XVIe siècle, le bas-côté nord a été presque entièrement rebâti, les baies de la façade sud ont été refaites, et un contrefort à l'extrémité sud-est a été reconstruit. Le porche qui dissimule malheureusement pour partie le portail occidental a été ajouté à une époque indéterminée. Ce portail en anse de panier est surmonté d'une quadruple archivolte en pointe-de-diamant, d'une envergure assez importante. Le clocher s'élève au-dessus de la première travée du chœur et est remarquable pour le décor raffiné des baies géminées sur chacune des faces des deux étages supérieurs. Elles présentent des chapiteaux et des colonnettes sculptées. Au premier de ces étages, les baies ont été bouchées en 1669 pour des raisons de stabilité, ce qui ne fut pas favorable à l'esthétique. Le motif en fut sans doute le poids de la flèche octogonale en pierre, entourée de quatre pyramidons aux angles. Le clocher ne contient qu'une unique cloche, datant de 1789. L'église a été classée monument historique par arrêté du 25 mai 1883.

## Localisation

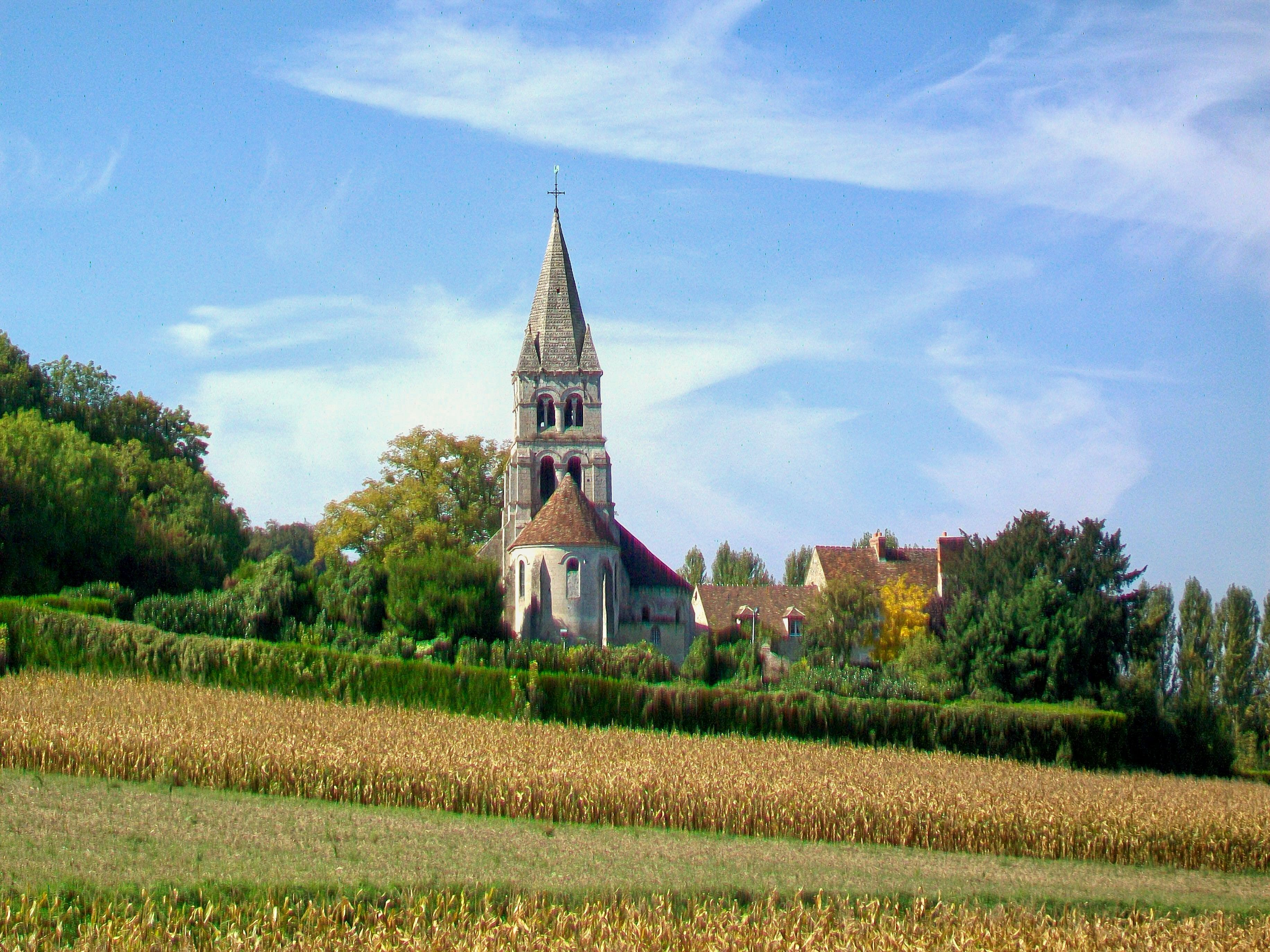
Vue depuis l'est.

L'église Saint-Vaast se situe en France, en région Hauts-de-France et dans le département de l'Oise, dans la basse vallée de l'Automne, sur la commune de Saint-Vaast-de-Longmont. Ce village est le seul dans les environs qui n'obéit à aucune structure donnée ; il a toujours été dépourvu de centre-ville et s'est développé à partir de plusieurs hameaux insignifiants. Ceci explique en partie que l'église se situe en dehors de toute agglomération, bordée seulement d'une poignée de maisons d'habitation, en lisière de forêt et entourée de terres agricoles. Elle a été bâtie à la retombée du versant nord du plateau du Valois, un peu plus haut que la ville de Verberie, éloignée de seulement cinq cents mètres et visible dès que l'on quitte la place devant l'église vers le nord, par la rue de Blois. Depuis cette place, le chemin de Cappy part vers l'ouest et rejoint la RD 932a, tandis que la rue de l'Égalité part vers l'est pour rejoindre Saintines et la vallée de l'Automne. L'église est entourée par le cimetière de trois côtés, et au nord, elle jouxte l'ancien presbytère qui est devenue une propriété privée. La végétation qui l'entoure cache en grande partie le chevet et plus particulièrement l'absidiole nord.

## Histoire
La paroisse de Saint-Vaast-de-Longmont est l'une des premières qui aient été formées dans le Valois. L'on ignore la date de sa fondation, que l'on a tendance à attribuer à l'abbaye Saint-Vaast d'Arras et son prévôté d'Angicourt. La tradition orale locale veut que la chapelle du nord remonte au VIIIe siècle, croyance inexacte qui indique toutefois l'ancienneté du lieu. C'était l'une des trois paroisses de Verberie, domaine royal depuis les Mérovingiens. Le village lui-même n'était donc qu'une dépendance de Verberie, ce que son absence de structure propre fait toujours deviner. Le qualificatif Longmont viendrait de Luonmont, contraction de Lutosum montem, le mont marécageux, et se rapporte au versant nord du plateau du Valois qui domine le village, qui a son pied est effectivement marécageux. Il avait inspiré le nom d'usage de Verberie employé encore au XIIe siècle : l'actuelle ville de Verberie était Longus mons in valle, et Saint-Vaast de Saint-Vaast-de-Longmont était Longus mons in colle. Les documents d'archives se rapportent généralement à Verberie, sauf pour les actes les plus anciens du cartulaire de l'abbaye Saint-Vaast, où il y a question de Lutosum montem. La cure de Saint-Vaast-de-Longmont était conféré par l'évêque de Soissons, comme celle de Verberie, de Rhuis et de Villeneuve-sur-Verberie ; l'on est ici à l'extrémité nord-ouest de l'ancien diocèse de Soissons. Le saint patron de l'église, saint Vaast d'Arras (Gaston en français moderne et Vedastus en latin) était traditionnellement invoqué pour les problèmes du marcher des enfants, et ainsi l'église faisait l'objet d'un pèlerinage pour la guérison des enfants qui marchent difficilement,.

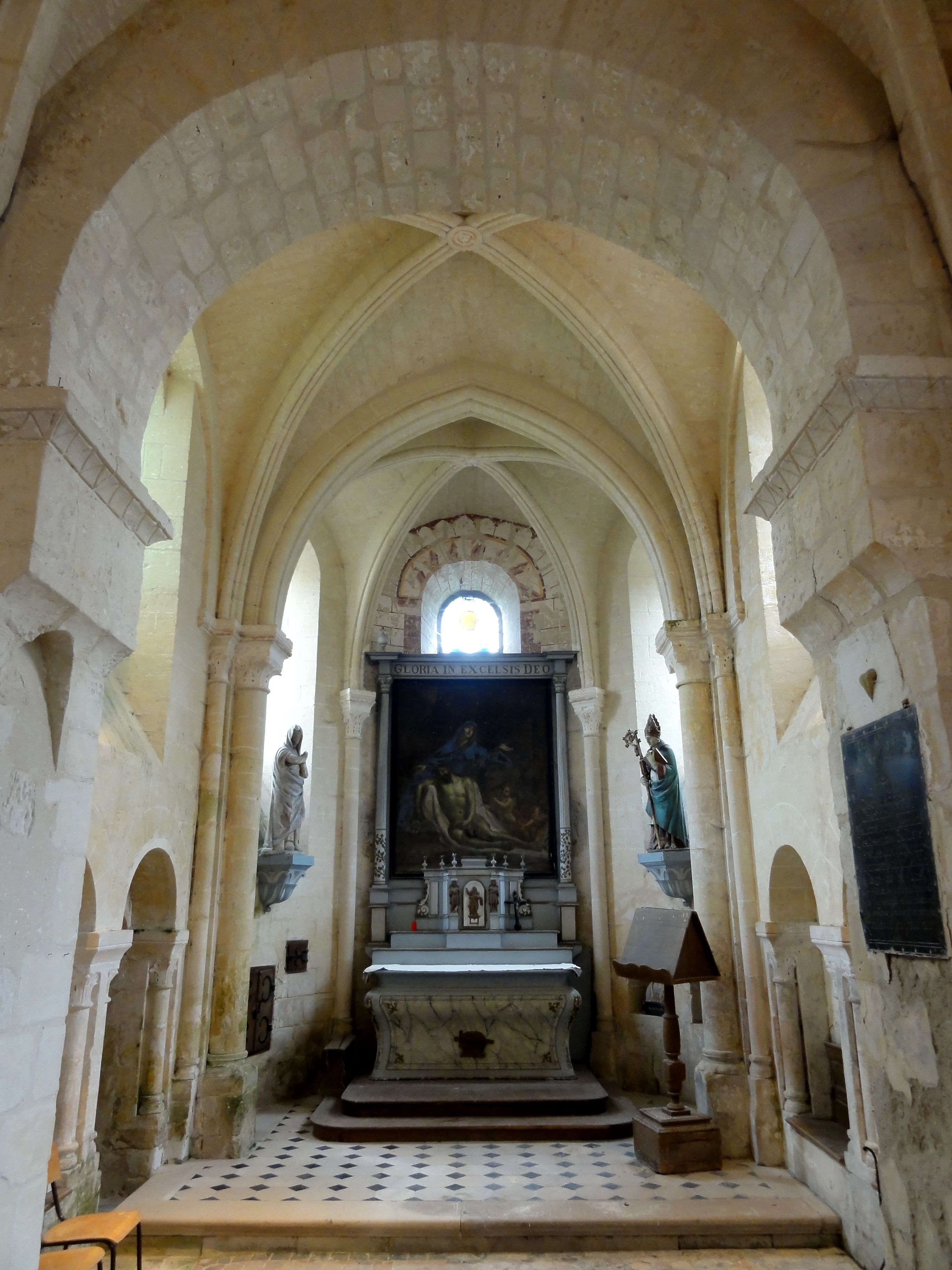
Vue dans le chœur gothique depuis la base du clocher.

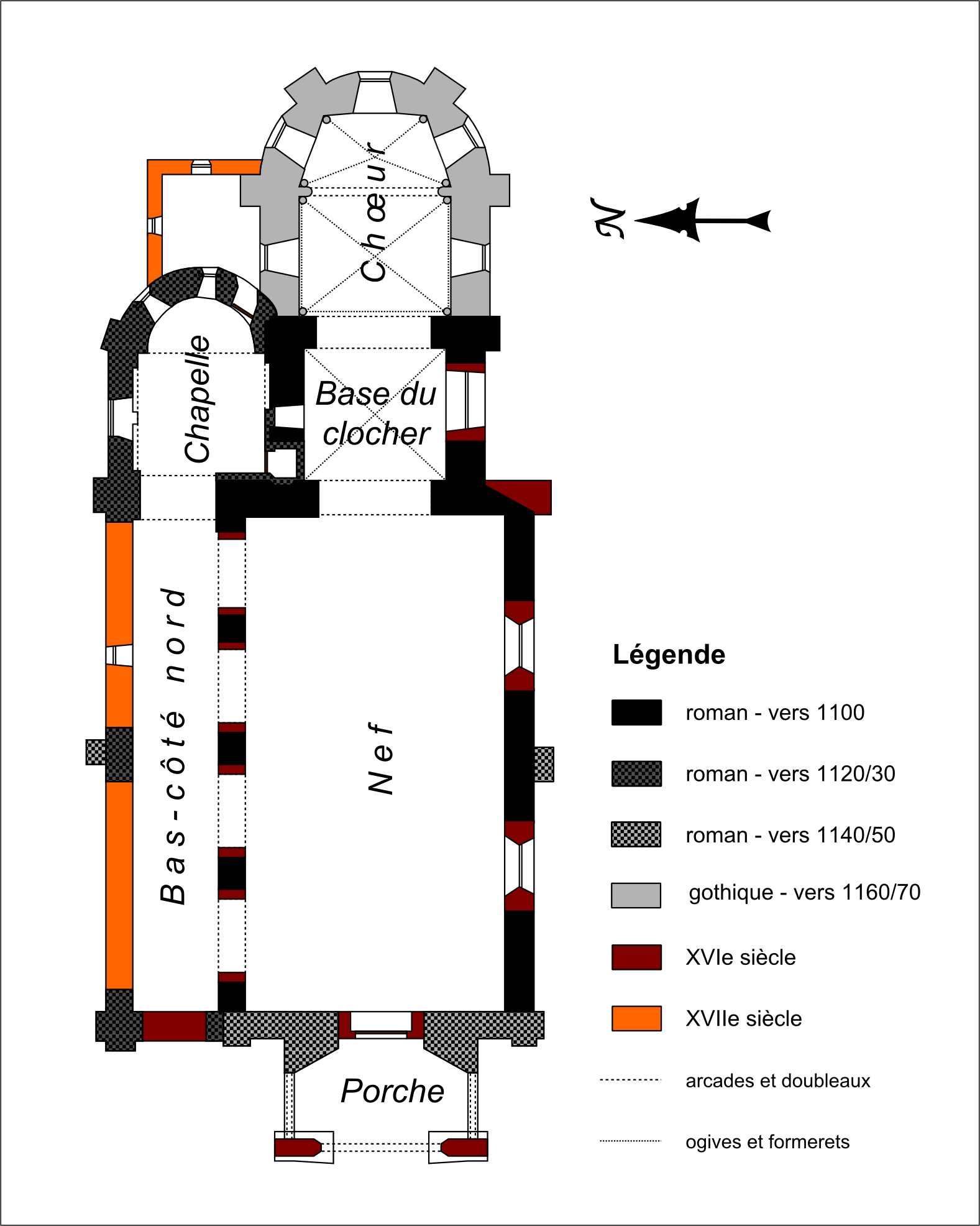
Plan de l'eglise.

En l'absence de sources écrites sur la construction de l'église et ses agrandissements successifs au cours du XIIe siècle, il faut se tenir à l'analyse archéologique. Bien que très ancienne, ce n'est plus l'église primitive mais au moins la seconde ou la troisième bâtie au même endroit. Sa construction commence à la fin du XIe siècle, et la première campagne de construction datable d'autour de 1100 porte sur une nef non voûtée ; un clocher dont la base sert de première travée du chœur ; et une abside en hémicycle voûtée probablement en cul-de-four. Subsistent de cette époque, les murs nord, est et sud de la nef (sans le portail, sans les fenêtres et sans les arcades au nord) et le clocher (sans la voûte d'ogives de sa base). L'église répondait alors à un plan très simple, et pour cette raison, fortement répandu dans la région ; dans les environs, les églises de Chamant, de Rully, de Saintines, ainsi que celle de Villeneuve-sur-Verberie, plus tardive, peuvent être ramenées à ce même plan. La seconde campagne de travaux se déroule entre 1120 et 1130 environ. Elle apporte le bas-côté nord, la chapelle de la Vierge voûtée en cul-de-four qui prolonge le bas-côté vers l'est, et la flèche en pierre du clocher. Tout ce qui a été bâti pendant la seconde campagne subsiste à ce jour, mais le mur du bas-côté nord a été refait au XVIIe siècle. Ensuite, la troisième campagne de travaux se déroule peu avant le milieu du XIIe siècle, pendant les dernières années de la période romane. Elle porte sur une nouvelle façade occidentale, avec notamment un imposant portail ; hormis le porche qui est un ajout ultérieur, la façade romane tardive demeure inchangée. Finalement, la quatrième campagne de travaux pendant les années 1160 entraîne la démolition de l'abside bâtie une soixantaine d'années plus tôt et jugée trop modeste, afin de la remplacer par un chœur de style gothique primitif. Il se compose d'une travée droite et d'une nouvelle abside, également en hémicycle, l'ensemble étant cette-fois ci voûté d'ogives. Vers 1170, l'église prend ainsi sa forme définitive, et ne sera plus modifiée que par des réparations ou remaniements mineurs au cours des siècles à venir.
Avant le milieu XVIe siècle, un porche en dur est ajouté devant le portail occidental, et à la même occasion, un nouveau portail de style gothique flamboyant est créé au milieu du décor roman du portail du milieu du XIIe siècle, et les vantaux en bois datent également de cette époque. À l'intérieur de l'église, la supposée voûte d'arêtes de la base du clocher est remplacée par une voûte d'ogives caractéristique de l'époque, et le contrefort sud-ouest du clocher est renforcée, sans doute en lien avec le voûtement. Les deux fenêtres au sud de la nef sont repercées un peu plus tard afin d'améliorer l'éclairage. La charpente de la nef est remplacée, et une fausse voûte en berceau de profil surbaissé est jetée au-dessus de la nef. Comme déjà mentionné, le mur du bas-côté est presque entièrement refait au XVIIe siècle, et une sacristie est construite au nord-est. - En 1840, la première liste des monuments historiques est publiée et apporte le classement provisoire de dix-huit monuments de l'Oise, surtout des églises. Louis Graves qui, sans être un spécialiste de l'architecture a été le premier à attirer l'attention du grand public sur la valeur de l'architecture religieuse de la région, demande le classement de douze églises supplémentaires par son rapport du 5 décembre 1841. Parmi elles, figure l'église de Saint-Vaast, dont il a par ailleurs remarqué en 1834 qu'elle est entretenue avec soin. Cette démarche reste sans suite, et l'église n'est classée monument historique qu'une quarantaine d'années plus tard, par arrêté du 25 mai 1883. Selon Dominique Vermand, c'est l'une des églises les plus attachantes d'une région pourtant riche en églises de grand intérêt.
Après la Révolution française et la création du département de l'Oise, la paroisse est rattachée au diocèse de Beauvais dans sa nouvelle configuration, qui correspond exactement au territoire de l'Oise. Le dernier curé de Saint-Vaast-de-Longmont est Augustin Levêque, mort en 1798 à l'âge de quatre-vingt-quatre ans. XIXe siècle, Saint-Vaast-de-Longmont devient une succursale de Saintines, puis est absorbé par la paroisse de Saintines en 1871. Ultérieurement Saint-Vaast est intégré dans la paroisse de Verberie. La proximité de l'église Saint-Pierre de Verberie et le territoire très étendue de cette paroisse, qui a dû absorber celle de Béthisy-Saint-Pierre en 1996 ayant absorbé elle-même celle de Saintines en 1990, sont les principales raisons ayant entraînées une quasi-fermeture au culte de l'église de Saint-Vaast-de-Longmont. Pendant plusieurs années, l'église n'accueille plus que les célébrations des baptêmes, mariages et obsèques à la demande des paroissiens. Depuis 2012, des messes dominicales anticipées sont célébrées de nouveau à Saint-Vaast-de-Longmont cinq fois par an.

## Description

### Aperçu général
À peu près régulièrement orientée, l'église répond à un plan devenu dissymétrique depuis la deuxième campagne de construction des années 1120 / 1130, qui a porté sur l'adjonction d'un bas-côté et d'une chapelle au nord seulement. L'église se compose ainsi d'une nef non voûtée de quatre travées ; d'un étroit bas-côté nord simplement plafonné ; d'une base de clocher servant de première travée du chœur et voûtée d'ogives ; d'une seconde travée du chœur droite suivie d'une abside en hémicycle, également voûtées d'ogives ; d'une chapelle voûtée en berceau, l'abside voûtée en cul-de-four dans l'angle entre bas-côté nord et clocher ; et d'une sacristie moderne dans l'angle entre cette chapelle et la seconde travée du chœur. Le clocher est coiffé d'une flèche en pierre. Seule la façade occidentale est dominée par un pignon ; s'y trouve aussi l'unique portail que possède l'église. Il est précédé par un porche.

### Intérieur

#### Nef et bas-côtés

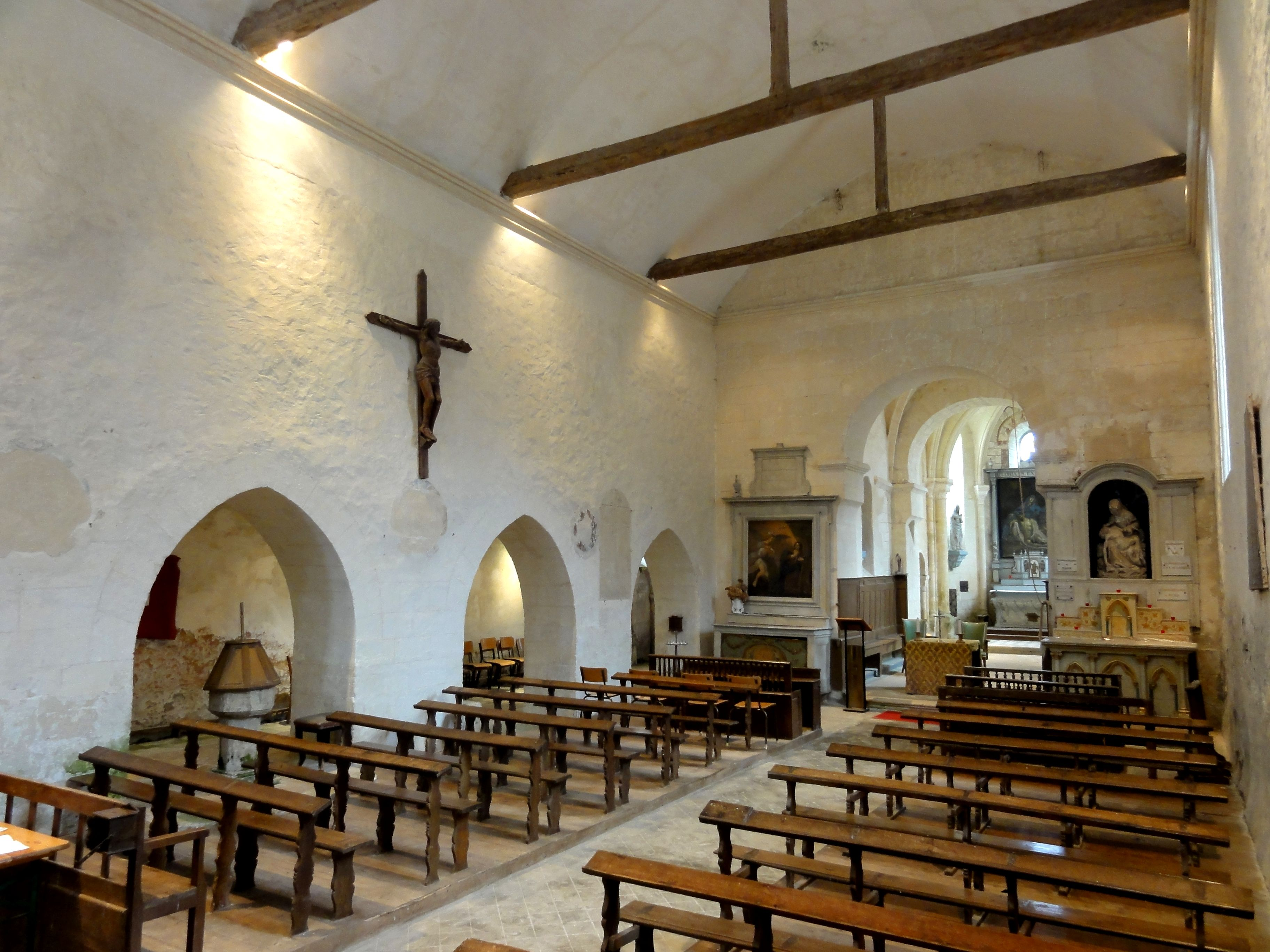
Nef, vue vers l'est.

L'on descend quatre marches dans la nef, alors que pour entrer dans le cimetière depuis la place de l'église, il a fallu monter plusieurs marches. La nef est une simple salle rectangulaire, où rien n'évoque le style roman. Une restauration respectueuse de l'authenticité a préservé le caractère des murs nord et sud d'origine, dont l'appareil est constitué de moellons irrégulier noyés dans un mortier, l'ensemble étant enduit d'un lait de chaux. Ni les pierres apparentes, ni les murs recouverts d'un enduit parfaitement lisses ne correspondent à l'aspect d'origine de ces simples nefs romanes. L'arcade vers la base du clocher est elle aussi d'origine, mais ses jambages ont été retaillés afin d'améliorer la visibilité du sanctuaire depuis la nef. Comme le clocher lui-même, toute sa base et le mur oriental de la nef sont bâtis en pierre de taille. Les deux fenêtres en plein cintre dans le mur du sud sont nettement plus grandes que celles d'origine, et des moulures telles que celles qui les entourent étaient inconnues au début du XIIe siècle. L'on note la différence avec les trois fenêtres romanes tardives du mur occidental, largement ébrasées et non décorées ; elles sont plus petites que les baies du sud, mais aussi plus larges que devaient être les baies d'origine. Comme d'accoutumé, le portail n'est pas décoré intérieurement (l'une des rares exceptions étant le portail de Saint-Clair-sur-Epte). Quant au mur du nord, ses quatre arcades brisées sont parmi les plus anciennes de cette forme dans le département. Elles ont été percées dans le mur préexistant et soigneusement appareillées, sans doute lorsque le bas-côté nord et la chapelle de la Vierge étaient presque achevées, à la fin des années 1120 : à chaque agrandissement, l'on veillait à ne pas entraver plus que nécessaire l'utilisation de l'église pour le culte. Dans l'Oise, c'est dans la nef de Villers-Saint-Paul et dans le transept de Rieux que les arcades brisées sont utilisées pour la première fois dès la construction, vers 1130. L'on note que les fonts baptismaux se situent directement sous la deuxième arcade, ce qui est une position très inhabituelle ; normalement, les fonts baptismaux occupent la première travée de l'un des bas-côtés. Rien n'est à signaler dans le bas-côté lui-même, que ce ne soit son pavage ancien comportant des dalles funéraires complètement effacées. Pour revenir à la nef, l'on remarque que la fausse voûte en berceau de plâtre comporte en réalité cinq pans. Les quatre entraits et leurs poinçons trahissent d'emblée que la voûte n'est pas construite en dur.

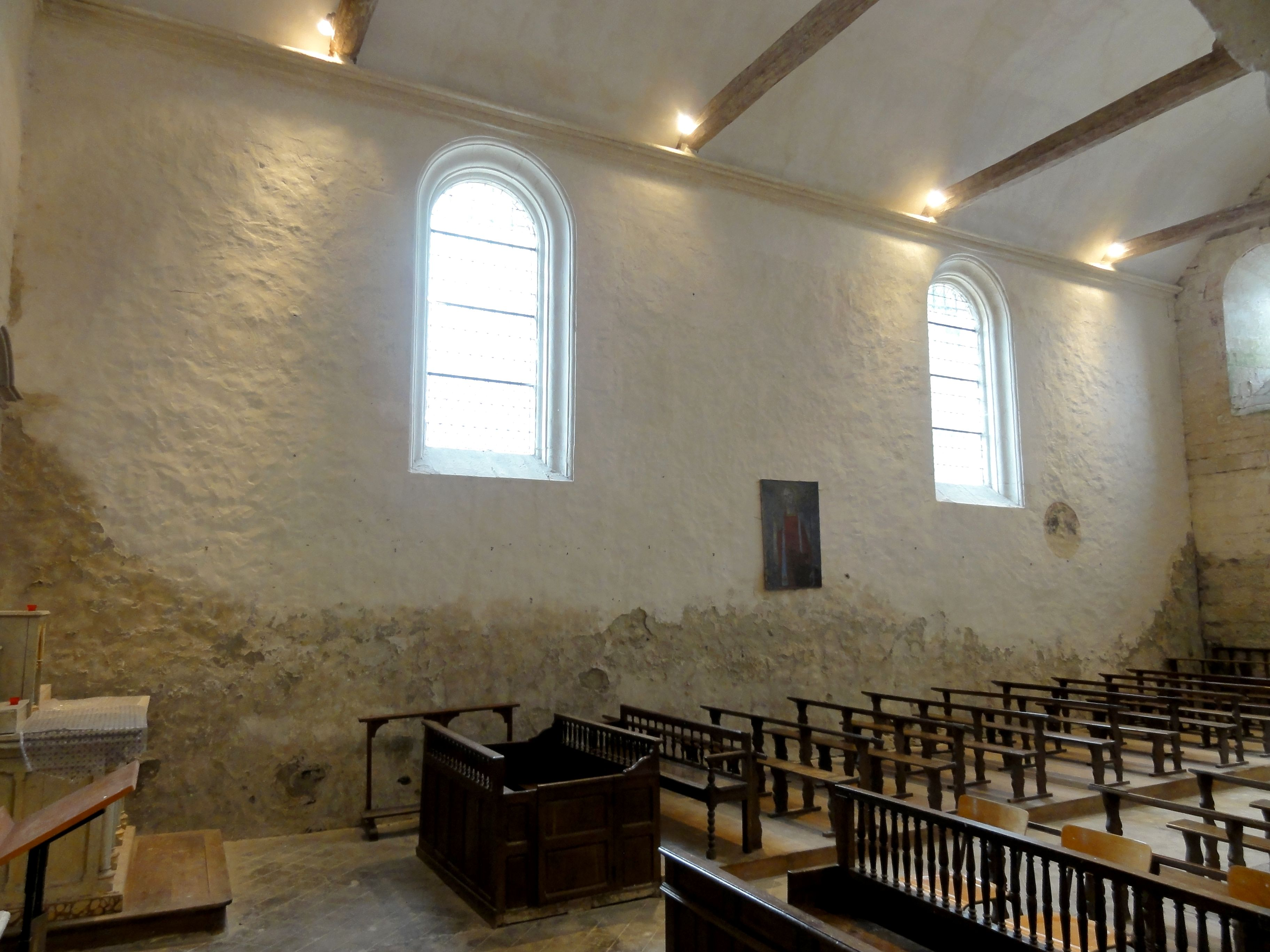
Nef, côté sud.
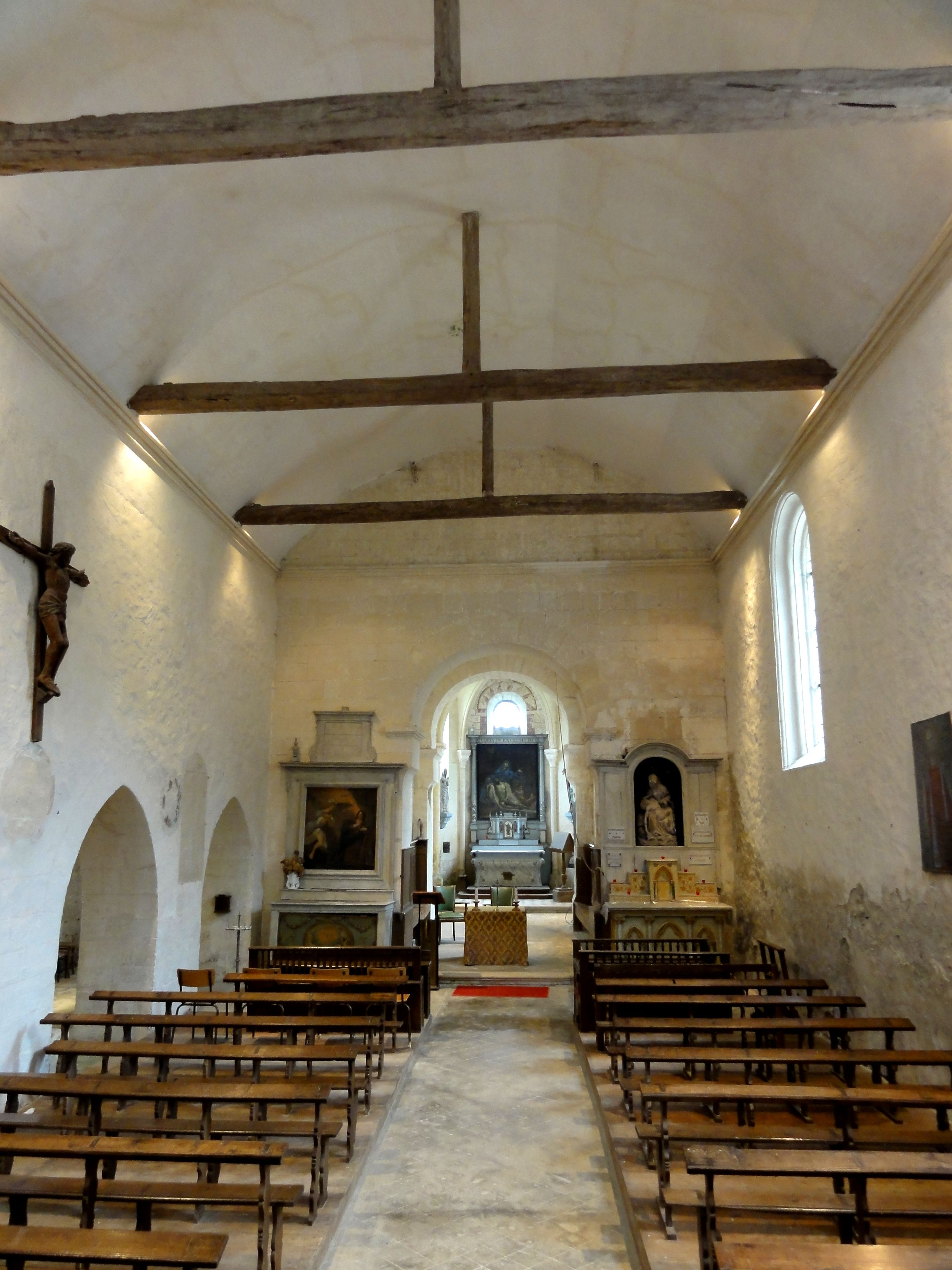
Nef, vue vers l'est.
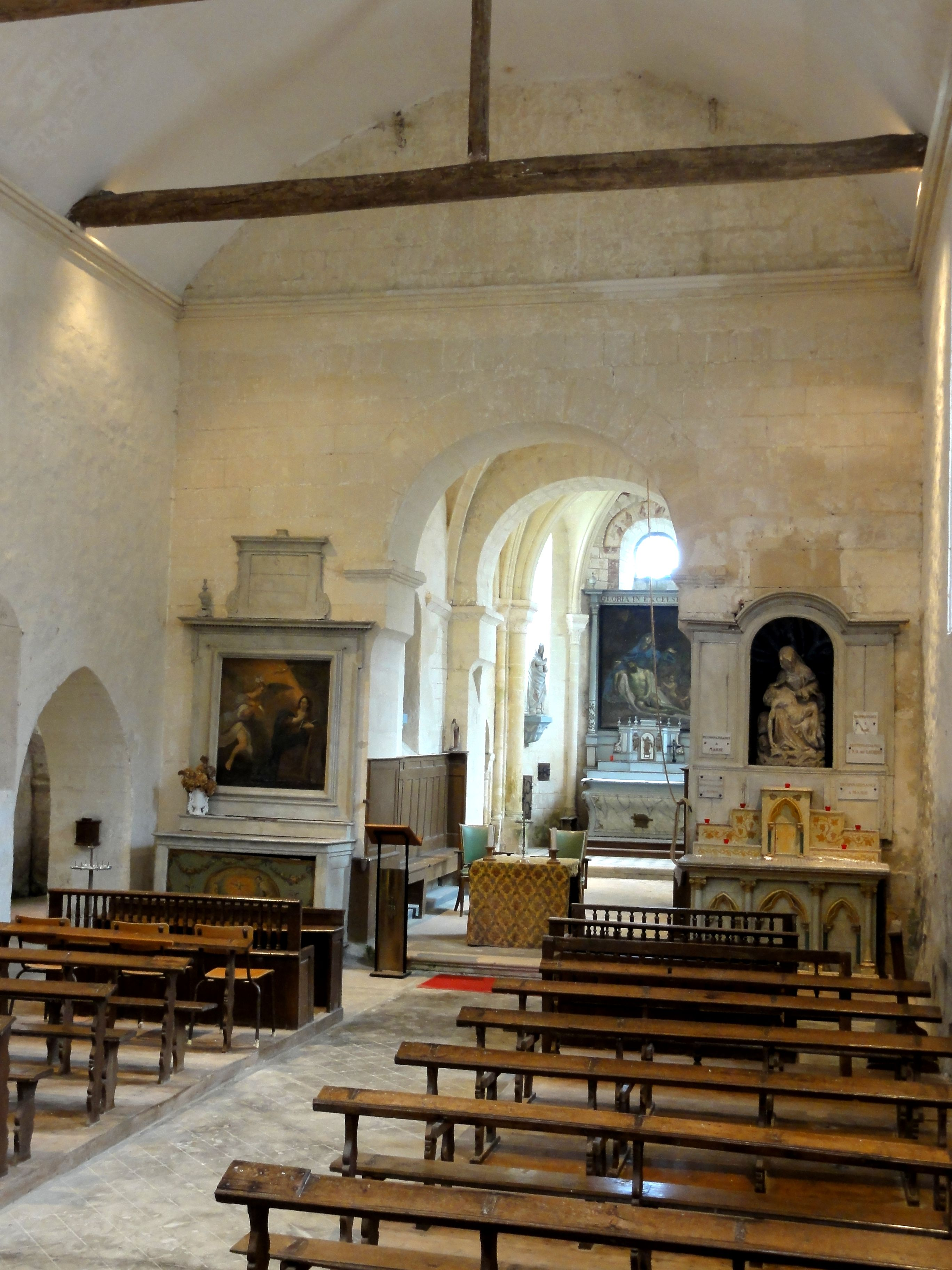
Nef, vue vers l'est.
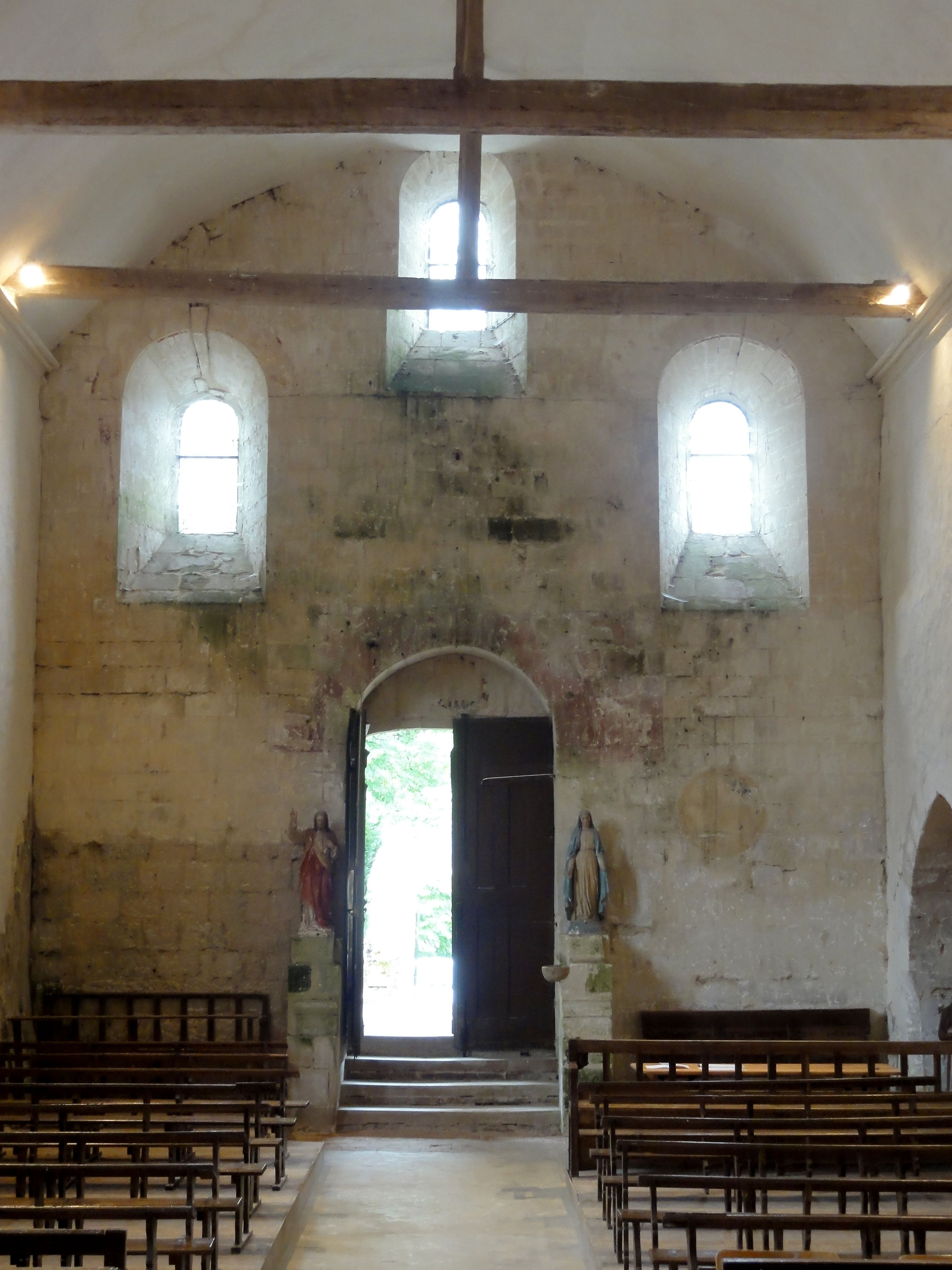
Nef, extrémité occidentale.
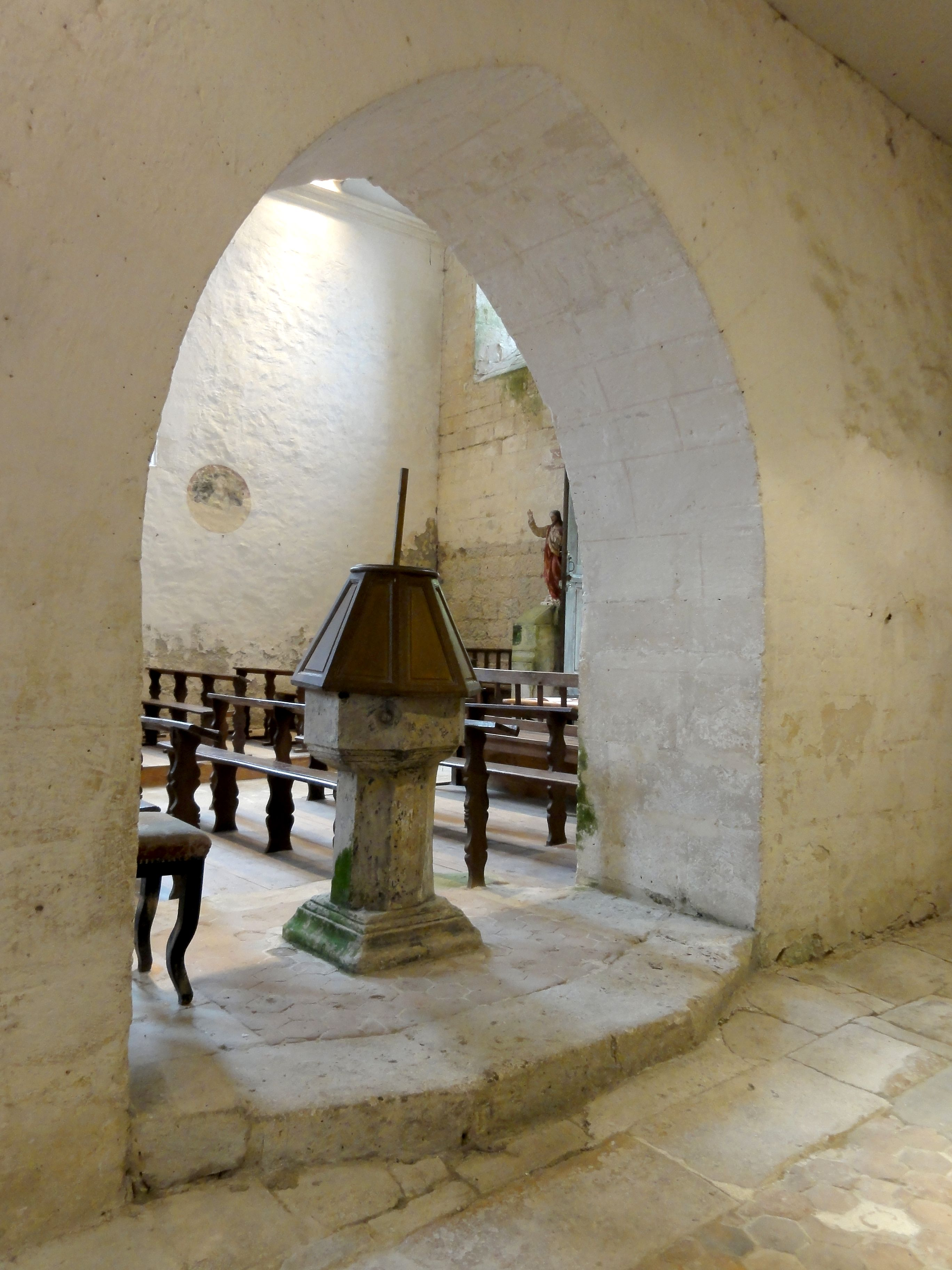
Vue par la 2e grande arcade.
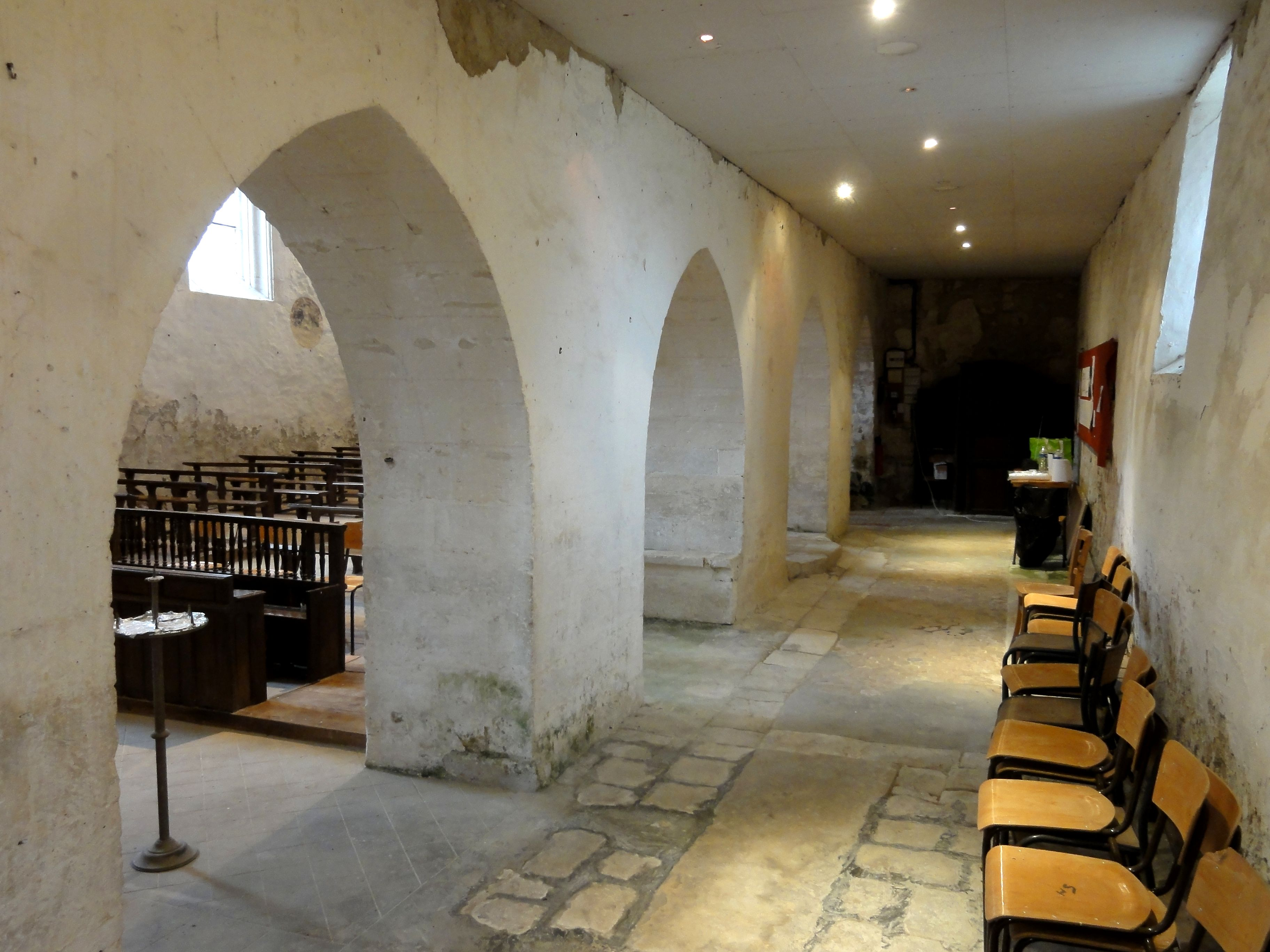
Bas-côté, vue vers l'est.

#### Base du clocher

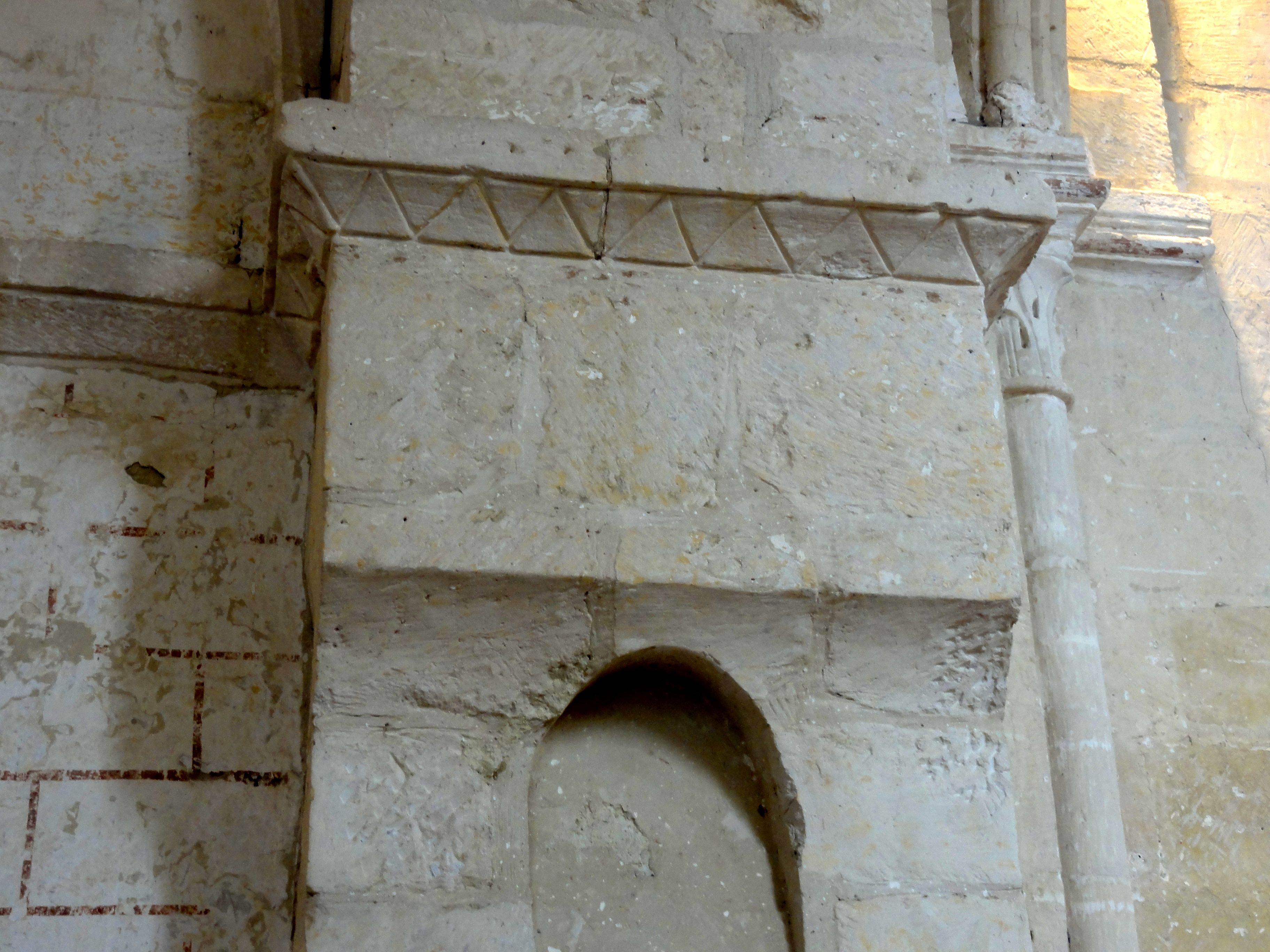
Imposte à la retombée nord de l'arcade orientale, lignes gravées en zigzag.

La base du clocher est délimitée par deux arcades en plein cintre à simple rouleau, qui reposent sur de simples pilastres engagés dans les murs, agrémentés seulement d'impostes qui se prolongent sur les murs au nord comme au sud. Sur ce plan, il n'y a pas de progrès par rapport à l'église de Rhuis édifiée quarante ans plus tôt au tout début de la période romane. — Ces impostes ne concordent pas avec la naissance de la voûte primitive, située plus haut. Un décor fort simple de lignes gravées en zigzag n'existe que côté est. Les pilastres ont été entaillés afin d'améliorer la visibilité du chœur depuis la nef, qui est bien plus large. L'étroitesse des bases de clocher est le principal inconvénient des églises romanes à clocher central, et un autel provisoire a ainsi été placé à l'entrée de la base du clocher. La modification des pilastres donne l'impression que les arcades de la base du clocher retombent sur des consoles. La fenêtre au sud a été repercée sans doute en même temps que les fenêtres au sud de la nef, mais au sud, une dernière baie d'origine (soit d'autour de 1100) subsiste. Elle est toutefois bouchée depuis l'adjonction de la chapelle de la Vierge, une vingtaine d'années plus tard seulement. Ici le mur atteint une épaisseur d'un mètre. Une porte a été percée dans ce mur du nord afin d'établir la communication entre le chœur et la chapelle sans passer par le bas-côté. Depuis le XVIe siècle, la voûte gothique déjà mentionnée recouvre la travée. Ses nervures prismatiques se fondent dans les murs immédiatement au-dessus des impostes. Sa clé de voûte est un petit médaillon décoré d'une rosace ; l'on note l'absence de trou de cloche.

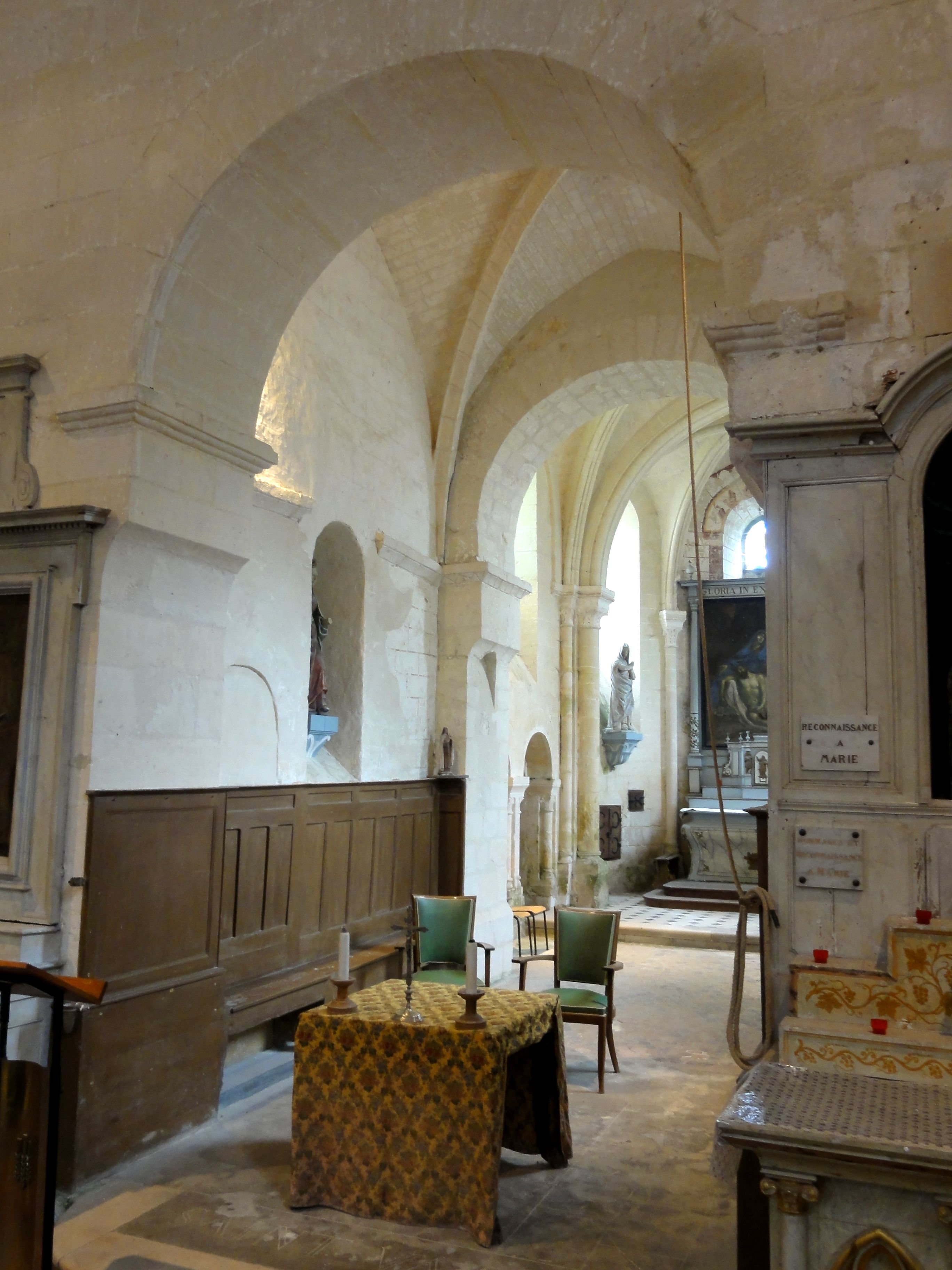
Côté nord.
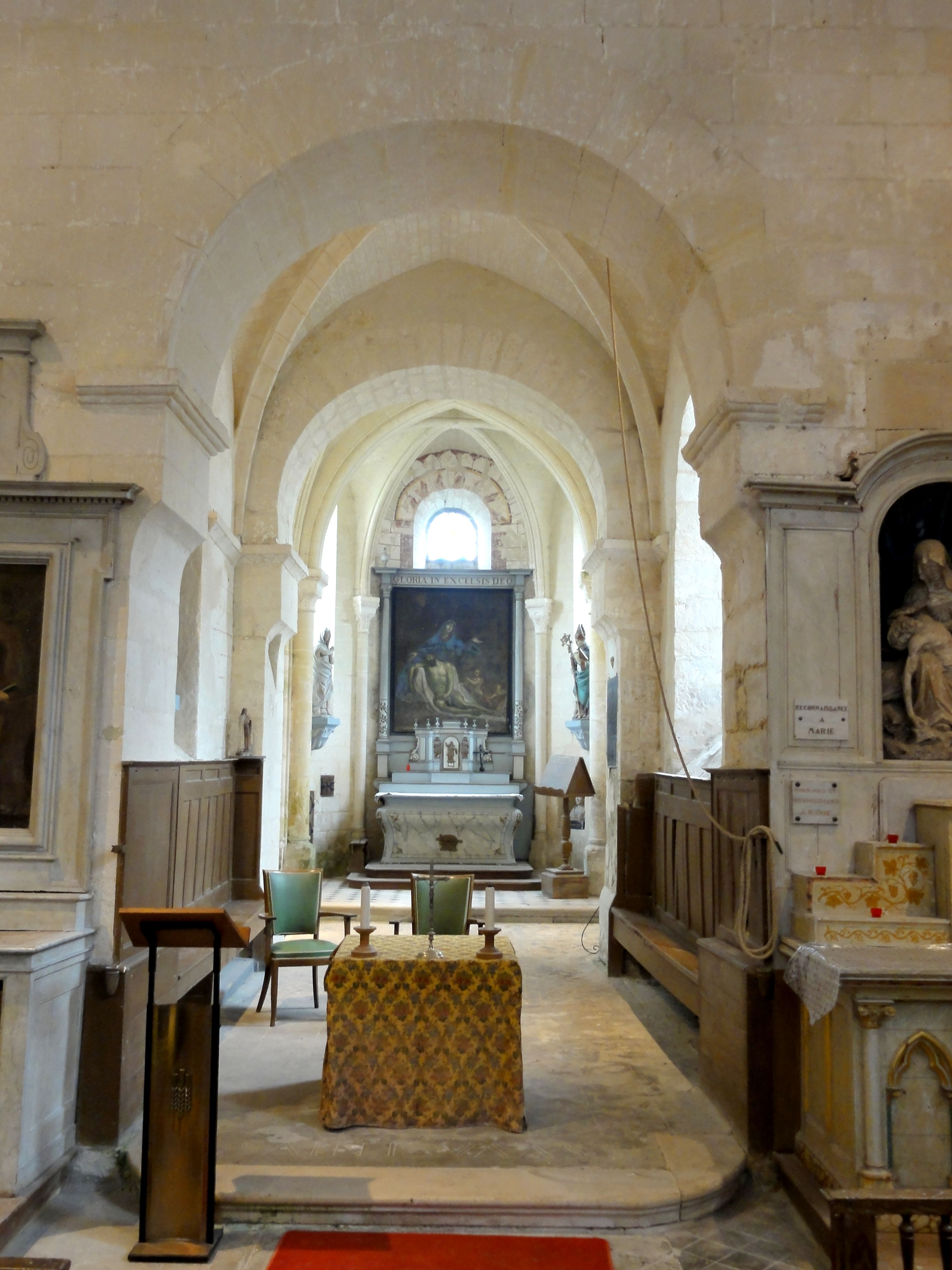
Vue ouest-est.
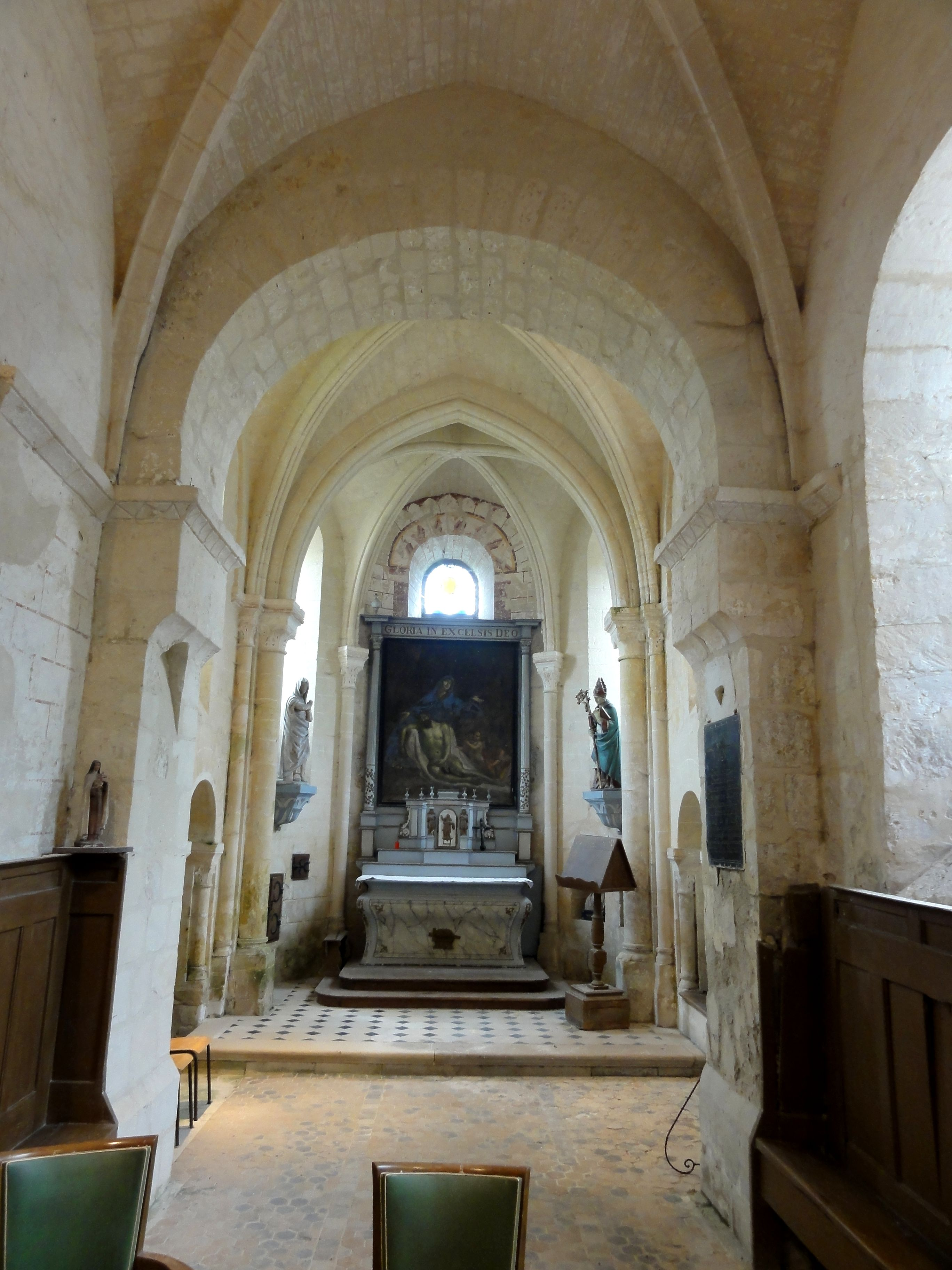
Vue dans le chœur.
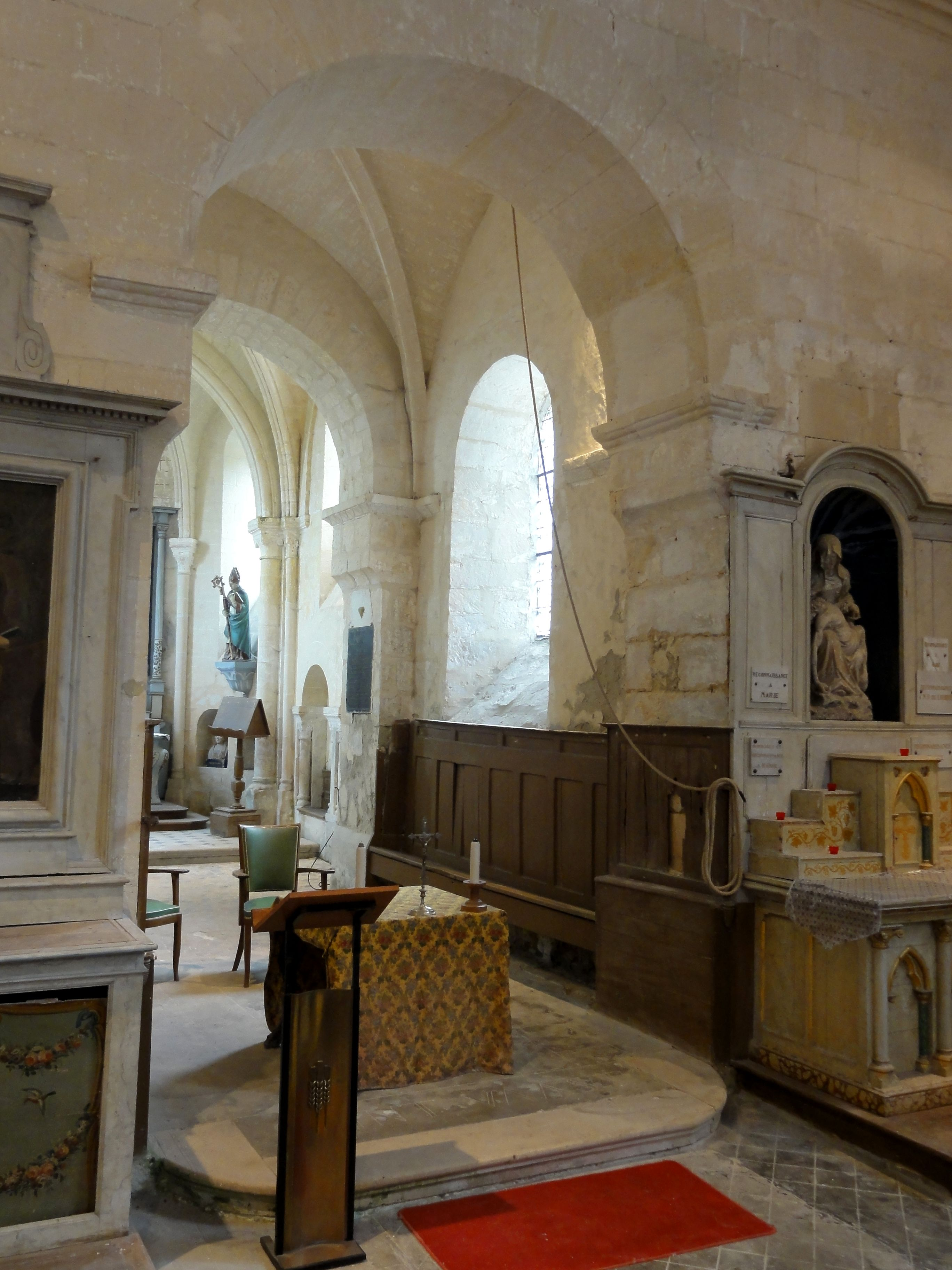
Côté sud.
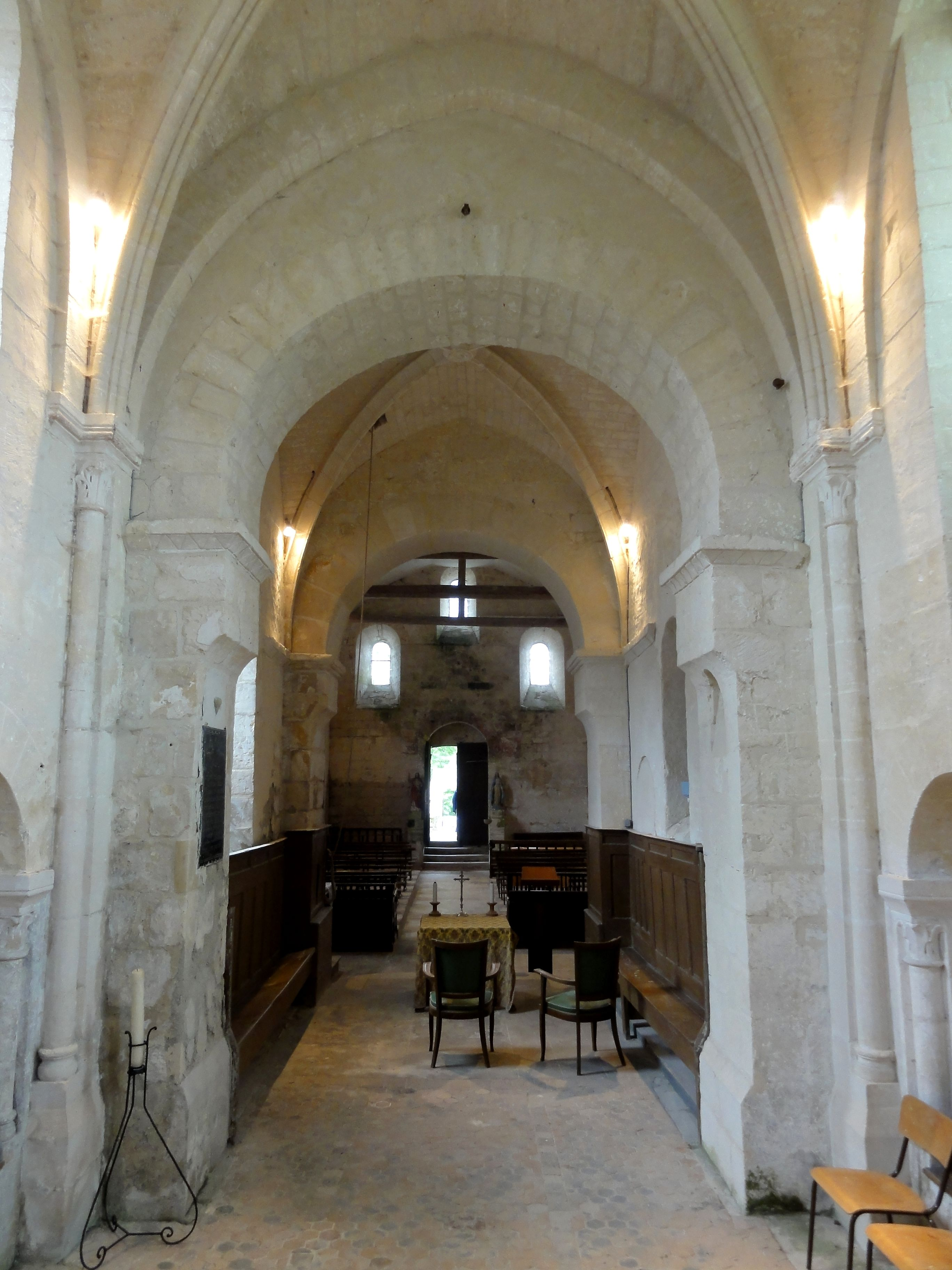
Vue est-ouest.
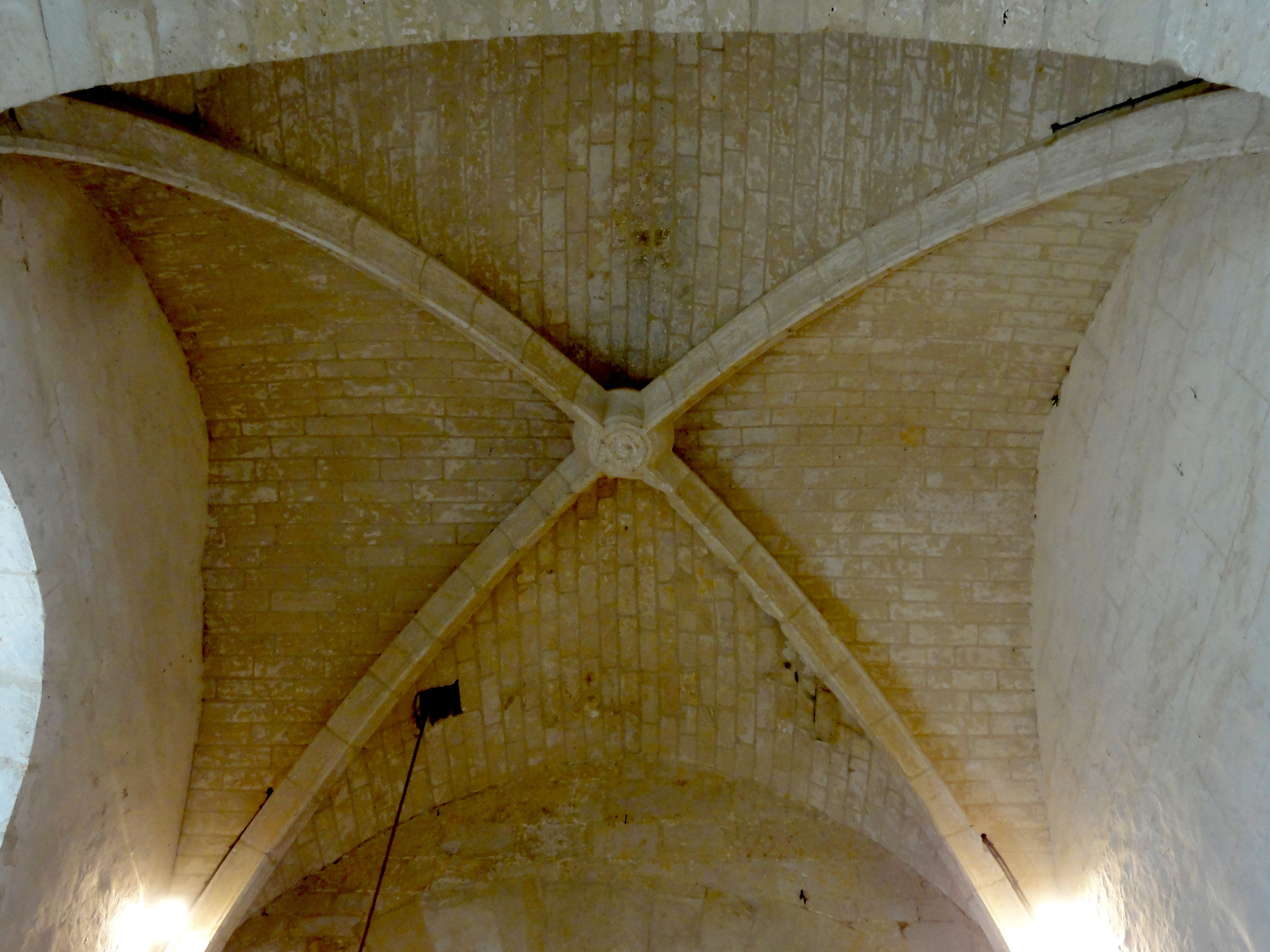
Voûte du XVIe siècle.

#### Chœur

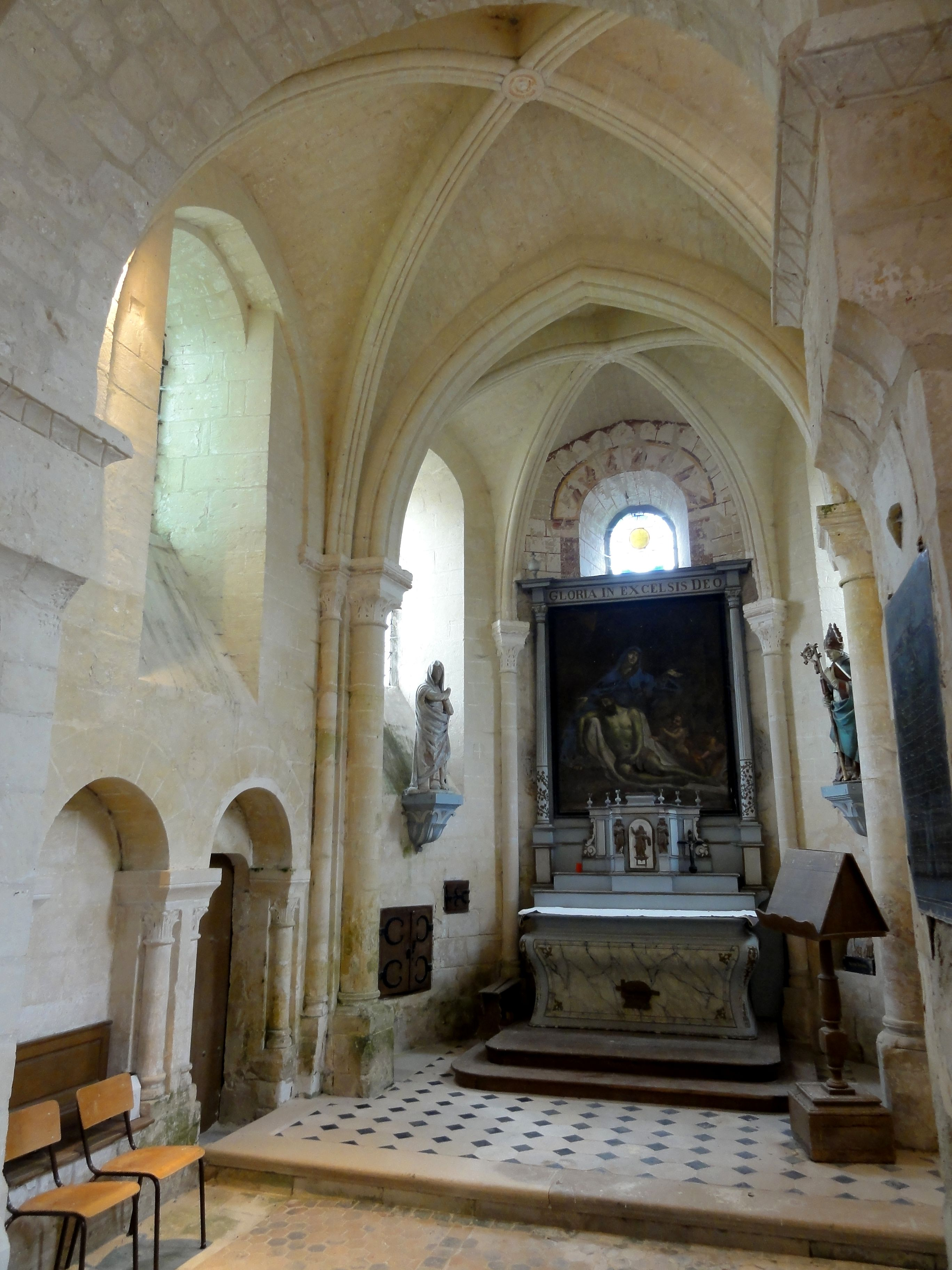
Chœur, côté nord.

Le « nouveau » chœur des années 1160 se termine toujours par une abside en hémicycle, qui à l'intérieur se révèle être à pans coupés. Il ressemble à ce titre aux chœurs de Fosses, d'Orry-la-Ville, de Pontpoint et Vaumoise. L'intérieur est d'un style plus gothique que roman, ce que ne permettent pas de supposer les fenêtres toujours en plein cintre visibles de l'extérieur. Le voûtement d'ogives, déjà bien maîtrisé à l'époque dans une région où les premières expérimentations remontent à une cinquantaine d'années plus tôt, va généralement en faveur d'un chevet plat, comme au milieu du siècle à Saint-Christophe-en-Halatte ou vers 1170 à Villeneuve-sur-Verberie, ou d'un chevet à pans coupés à proprement parler, comme à Angy. Le voûtement de l'abside semble inspiré des chapelles rayonnantes de la cathédrale de Senlis.
Dans son ensemble, le nouveau chœur des années 1160 rompt avec la sobriété des parties romanes précédemment décrites, mais les arcatures aveugles qui ornent la partie basse des murs dans la première travée auraient déjà pu exister à la période romane, comme le montrent la chapelle de la Vierge de cette même église, les chœurs de Morienval, de Louvres, de Parnes ou de Saint-Clair-sur-Epte ou, sans les chapiteaux, les nefs de Cambronne-lès-Clermont, de Villers-Saint-Paul ou de Trumilly. Ces arcatures sont au nombre de deux au sud et d'une au nord (la seconde ayant été sacrifiée pour la porte de la sacristie) ; toujours en plein cintre, elles se distinguent par le fait que les arcatures adjacentes ne se partagent pas une même colonnette et un même chapiteau au centre. Seul le tailloir est partagé. La profondeur des arcatures a permis d'y aménager des bancs pour les enfants de chœur. Si ces arcatures manquent dans l'abside, c'est sans doute en raison du manque de place, les pans de mur y étant plus étroits. Les fenêtres sont au nombre d'un par pan de mur, ce qui donne cinq au total ; elles rappellent celles du mur occidental bâti une quinzaine d'années plus tôt : fortement ébrasées et dépourvues de sculpture monumentale. En revanche, des peintures murales en faux appareil recouvraient les parties libres des murs ; elles sont réalisées en trois tons d'ocre - marron, rouge et jaune, comme fréquemment dans la région. Ces peintures ont été mises au jour autour de la baie d'axe.
Le décor est complété, pour ainsi dire, par les colonnettes recevant les ogives et les deux colonnes supportant le doubleau intermédiaire entre les deux travées. Leurs chapiteaux sont sculptés de feuilles d'acanthe et de volutes d'angle romans, ainsi que d'un rare type de volutes stylisées qui correspond à un chapiteau de l'église Notre-Dame de Corbeil à Pringy, conservé au musée national du Moyen Âge (Cl. 19039). Des formerets ne sont présents que dans la travée droite, et sous une forme simplifiée : au nord et au sud, il s'agit d'un simple rang de claveaux à peine saillant retombant sur des impostes qui reprennent la mouluration des tailloirs des chapiteaux voisins ; à l'ouest, ce rang de claveaux est nettement plus saillant. La rencontre entre les formerets en tiers-point avec les arcs en plein cintre des fenêtres a posé un problème esthétique au sud, qui a donné lieu au ménagement d'une curieuse retraite au nord. Les ogives, le doubleau et les formerets sont tous en tiers-point, et le profil des ogives et du doubleau est d'un filet entre deux baguettes. Les clés de voûte sont de petits disques sans intérêt.

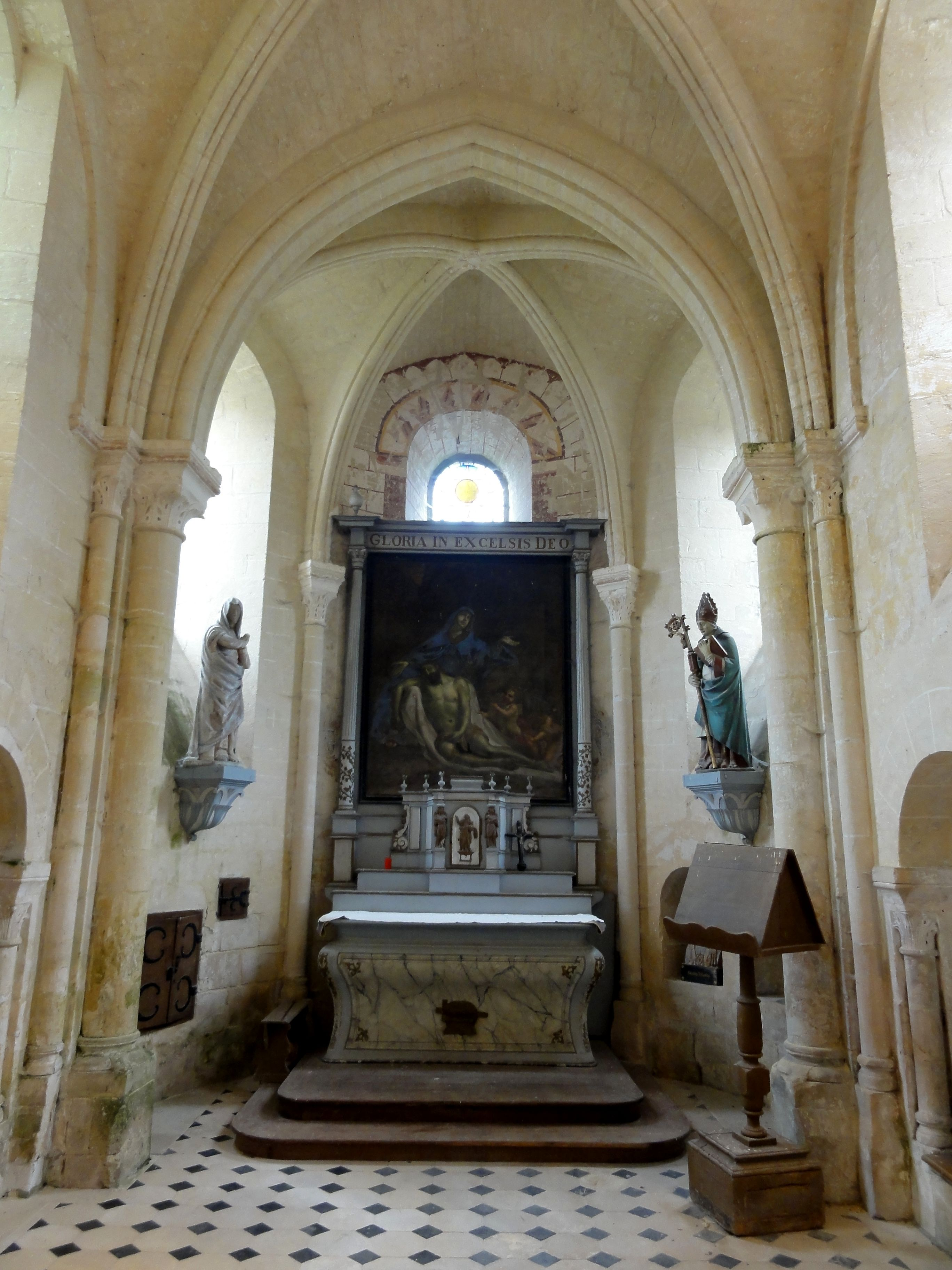
Vue dans l'abside.
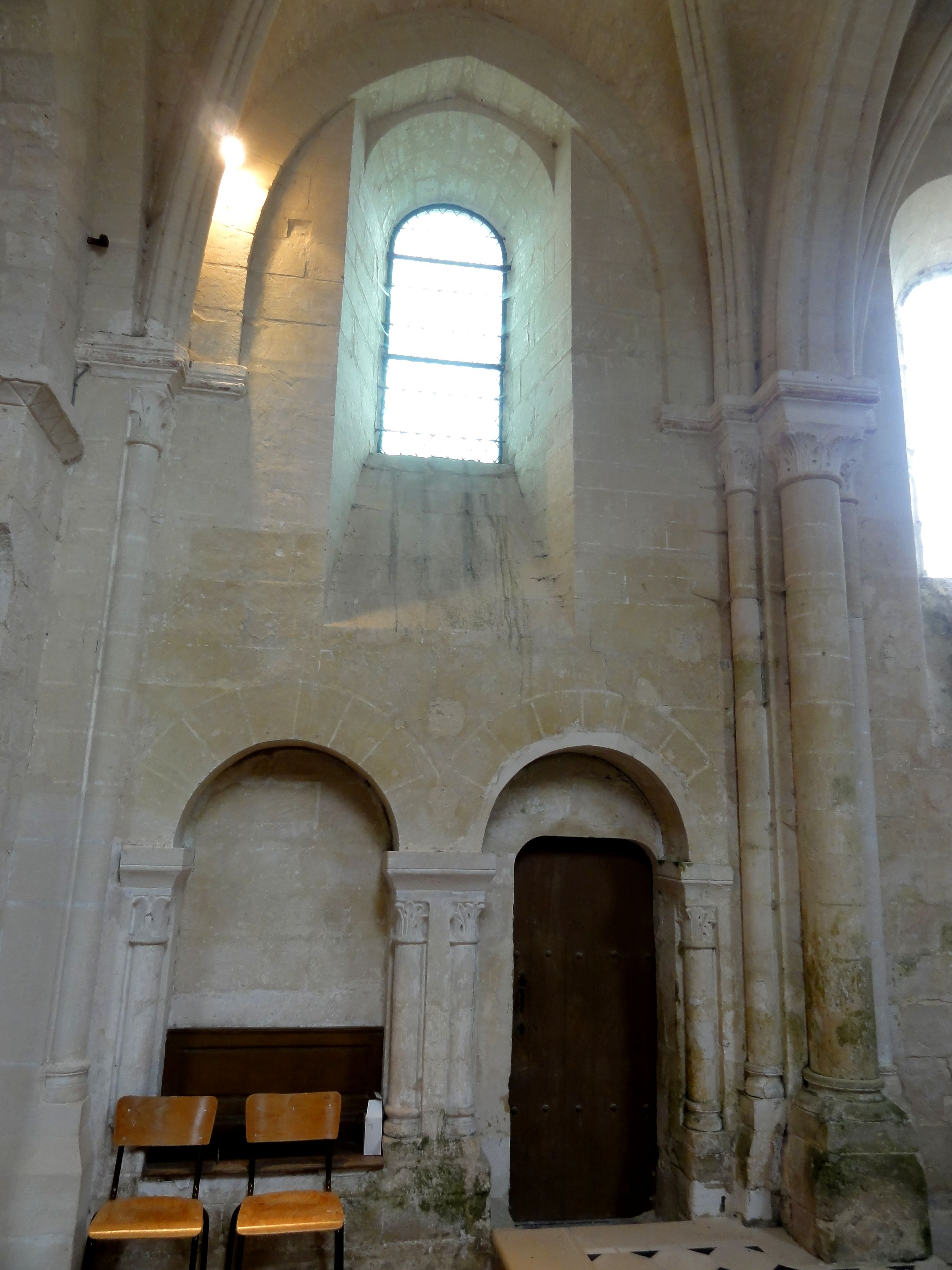
Chœur, côté nord.
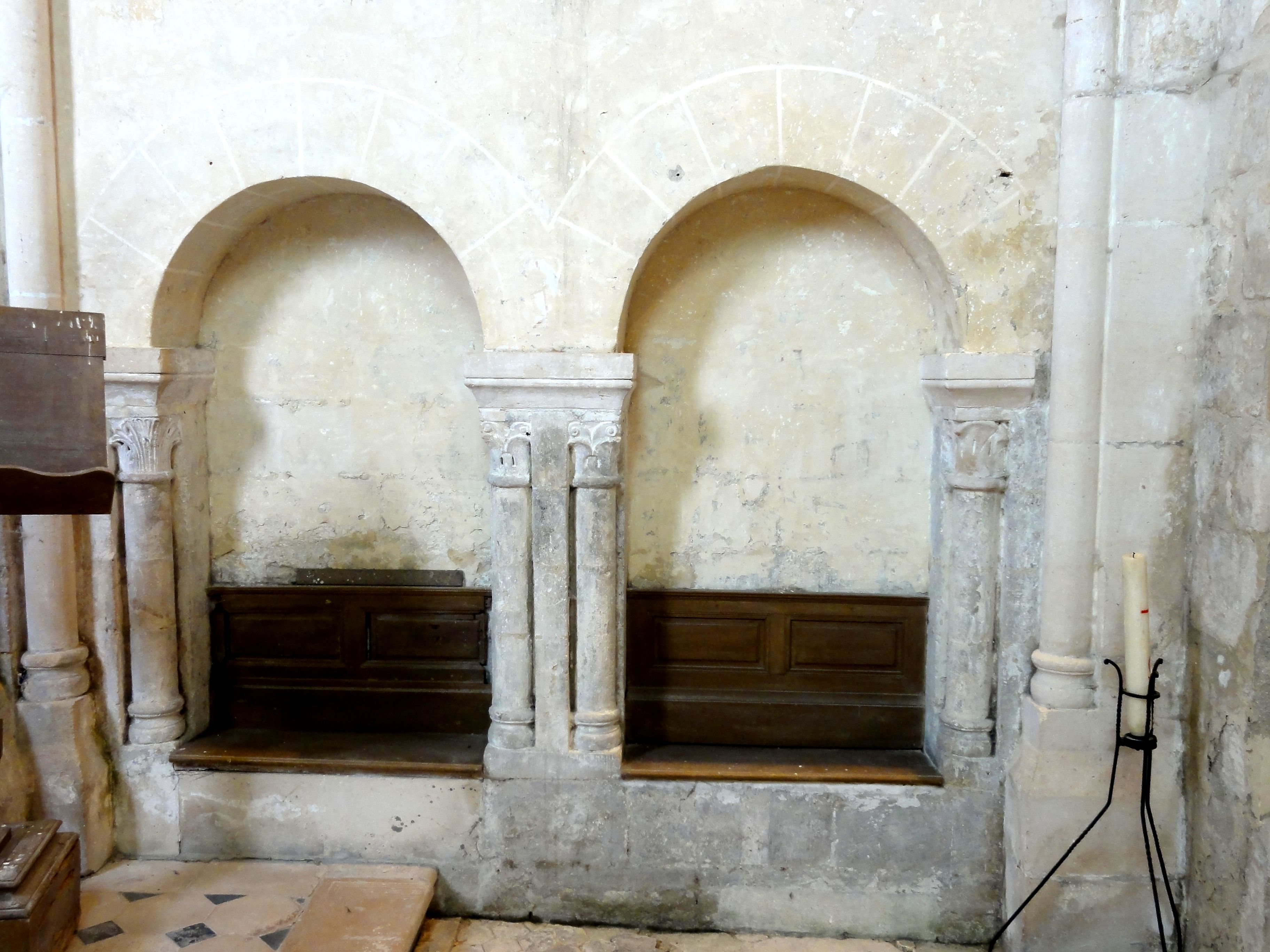
Arcatures aveugles au sud.
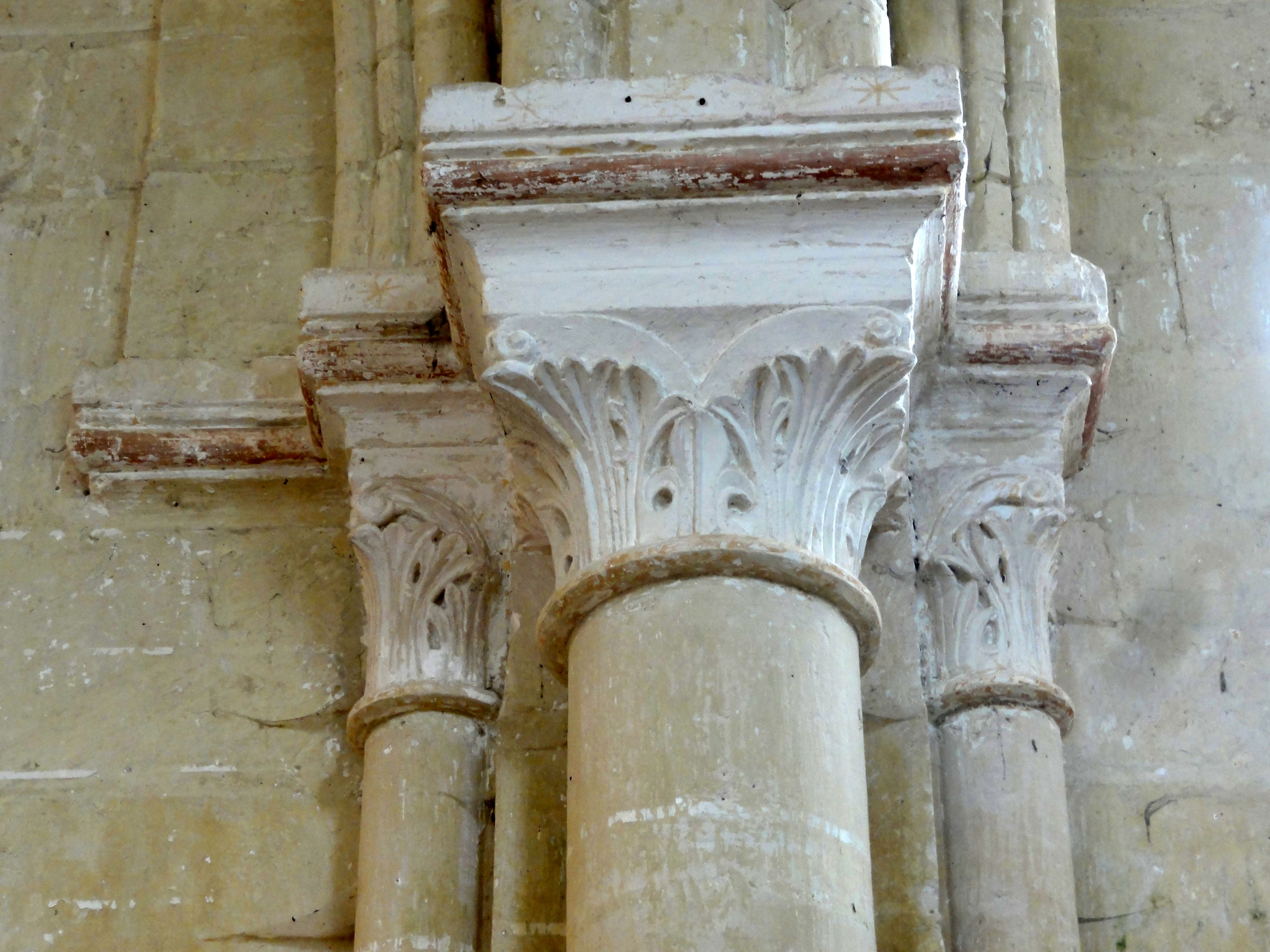
Chapiteaux côté nord.
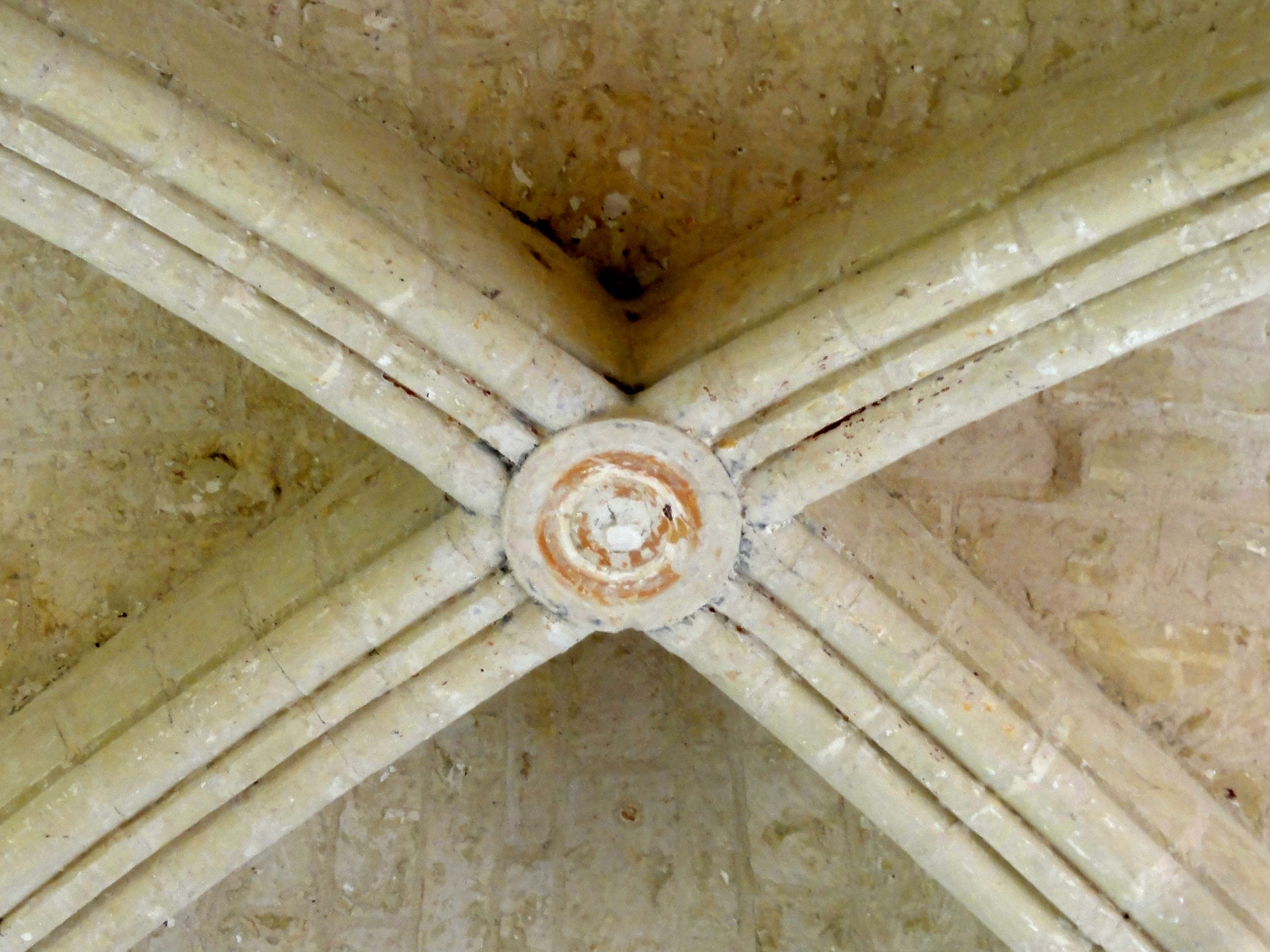
Voûte de la travée droite.
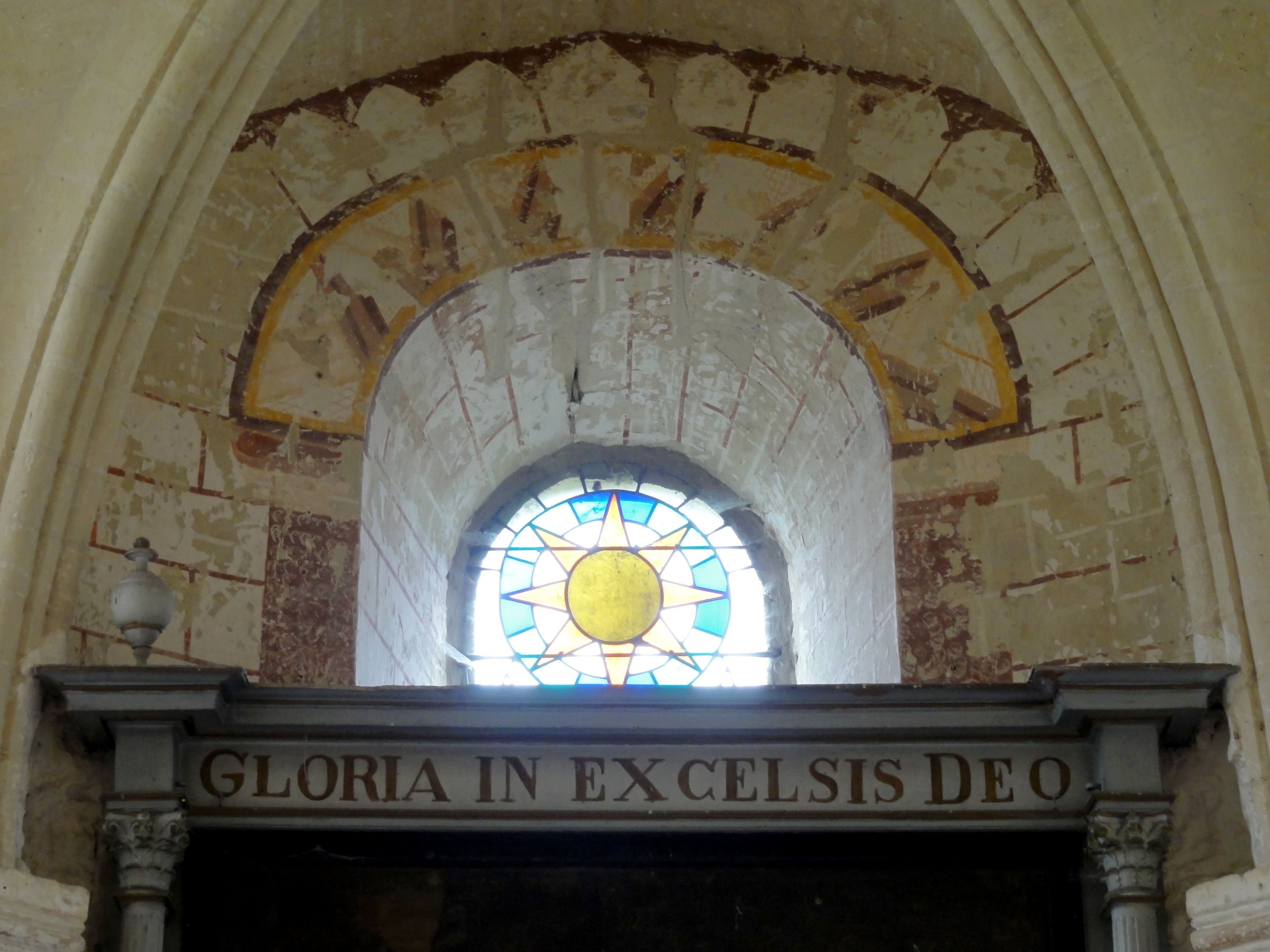
Peinture murale.

#### Chapelle de la Vierge

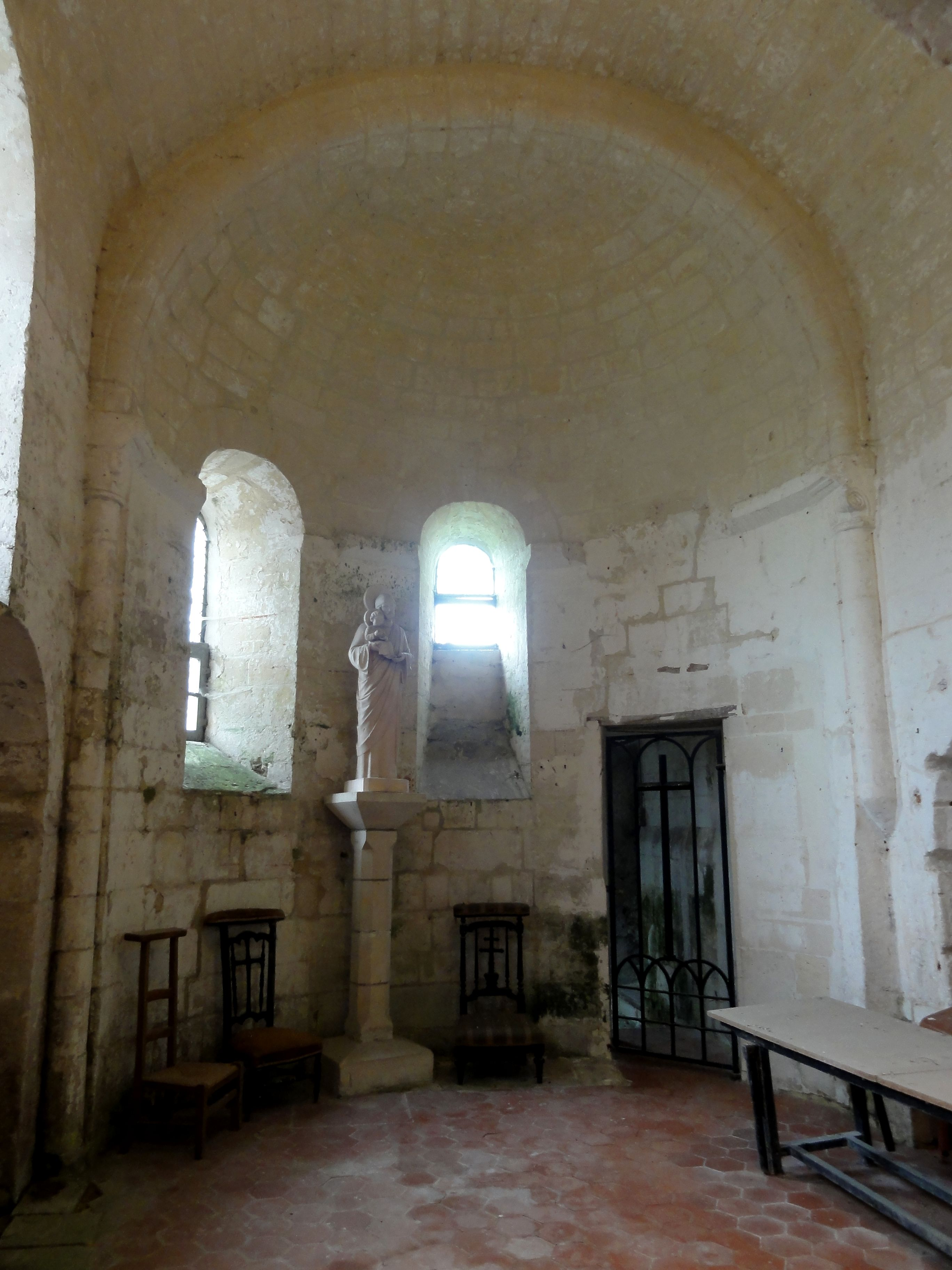
Abside de la chapelle.

La chapelle de la Vierge dans le prolongement du bas-côté nord est stylistiquement plus proche de l'abside primitive du début d'autour de 1100 que du chœur actuel des années 1160. Quand elle a été bâtie pendant les années 1120, le voûtement d'ogives est déjà connu dans la région, mais sa diffusion n'est qu'à son début. En entrant dans la chapelle depuis le bas-côté, l'on note que l'arcade de forme irrégulière qui y donne accès n'est pas centrée par rapport à l'axe de la chapelle, puisque celle-ci s’accole directement au clocher qui est moins large que la nef. Ce n'est pas un défaut esthétique contrairement aux maladresses commises lors de l'agencement de la première travée de la chapelle : le mur occidental comporte une arcature plaquée incomplète sans chapiteau ; le plus évident aurait été d'opter pour une arcade plus étroite. Le mur du sud comporte une unique arcade plaquée, qui représente plus que la moitié de la largeur du mur, dont la partie droite est occupée par la porte vers la base du clocher. L'arcade retombe sur un chapiteau à droite uniquement ; il est sculpté de palmettes et repose sur une colonnette à la base torsadée. Au-dessus, subsiste la dernière baie remontant à la première campagne de construction, bouchée depuis près de neuf siècles. À sa gauche, la porte d'accès au clocher fait saillie devant le mur, ce qui n'est pas très heureux. En face, le mur du nord est parfaitement équilibré avec deux arcatures plaquées centrées en dessous de la fenêtre, dont l'ébrasement découpe les claveaux des arcatures et s'en rapproche de quelques centimètres de celles-ci, ce qui est une fois de plus assez malencontreux. Si l'église se trouve aujourd'hui dans un parfait état d'entretien, l'humidité a dû faire des ravages dans le passé, car les rares chapiteaux sont fortement érodés. Les arcatures du nord n'en comptent qu'un seul, tout à gauche. Il représente, d'après Dominique Vermand, un personnage assez mutilé, dont le bras gauche demeure reconnaissable, qui se tient entre ce qui semblent être deux arbres stylisés. En comparant ces arcatures à celles du chœur des années 1160, l'on remarque qu'il n'y a qu'une seule colonnette entre deux arcades, et que les bancs de pierre font défaut.
Comme fréquemment, un décrochement existe entre la voûte en berceau de la première travée et le cul-de-four de l'abside, dont la largeur est légèrement plus réduite. Dans les angles rentrants ainsi créés, sont logées deux colonnettes appareillées, dont les chapiteaux aux volutes d'angle ou de palmettes ne font qu'un avec les tailloirs, qui supportent un arc-doubleau à l'arête moulurée en quart-de-rond : il n'y a qu'une seule arête et l'on n'a pas opté pour un tore, car à l'arrière, le doubleau dissimule le décrochement signalé. La partie basse de la colonnette de droite a été supprimée sans motif apparent. Au niveau des tailloirs des chapiteaux, un bandeau court autour de l'abside, servant d'appui au rang de claveaux inférieur du cul-de-four. Il est interrompu par les fenêtres, qui sont au nombre de deux : une dans l'axe et une au nord-est. Une troisième baie existait au sud-est malgré la proximité du chœur. Elle a été entièrement murée lors de l'adjonction de la sacristie, dont la deuxième porte (la première se trouvant dans le chœur) se trouve justement à droite de la baie d'axe. La sacristie obture également la partie basse de la fenêtre d'axe, qui présente un glacis étrangement long, alors que la baie de gauche en est dépourvue. La colonne entre les deux fenêtres était initialement destinée à la statue de la Vierge, qui est aujourd'hui abritée dans la niche formée par l'ancienne baie de la base du clocher. Elle porte actuellement une statue de saint Joseph, contrairement au titre initial de la chapelle.

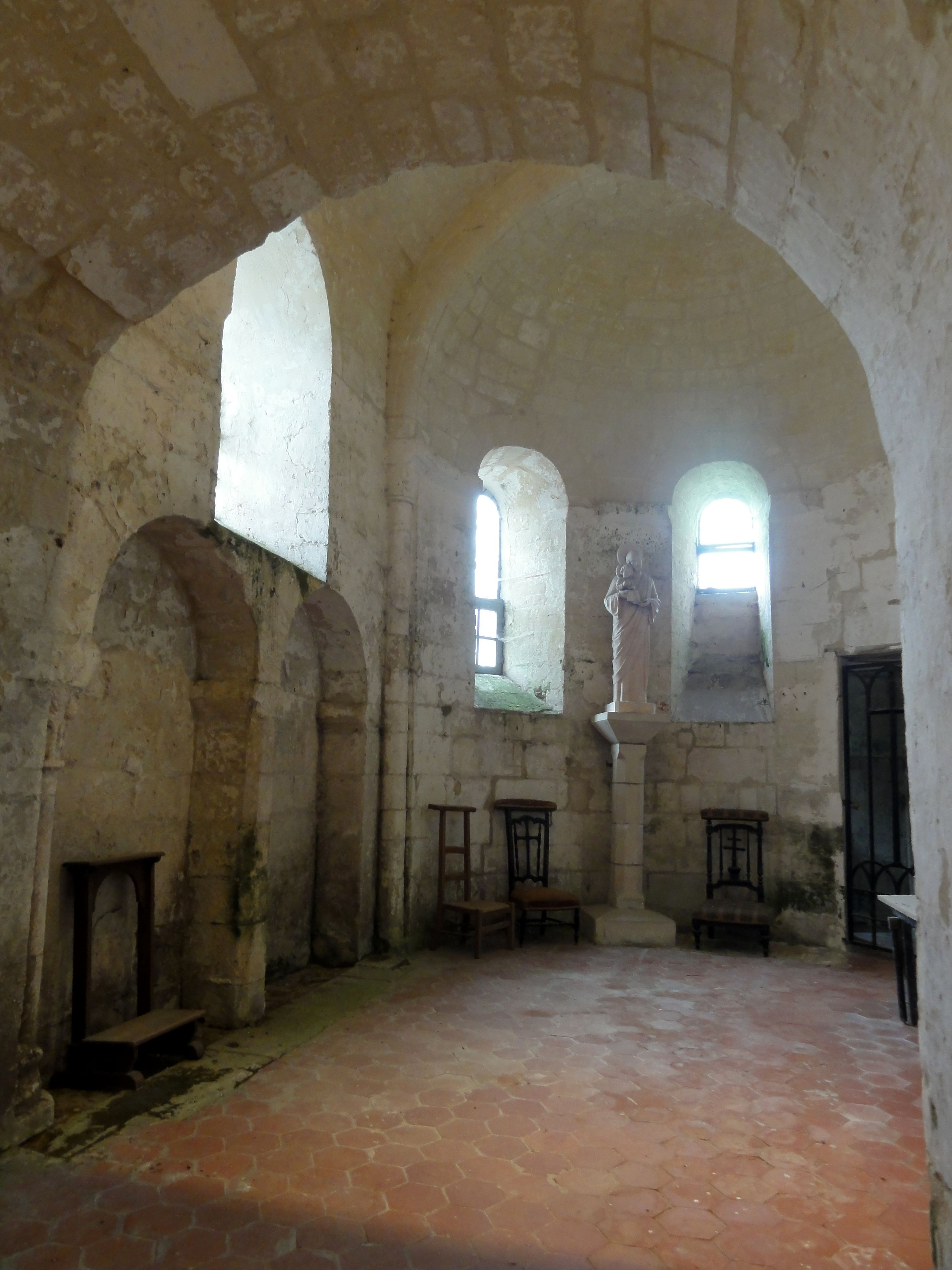
Vue depuis le bas-côté.
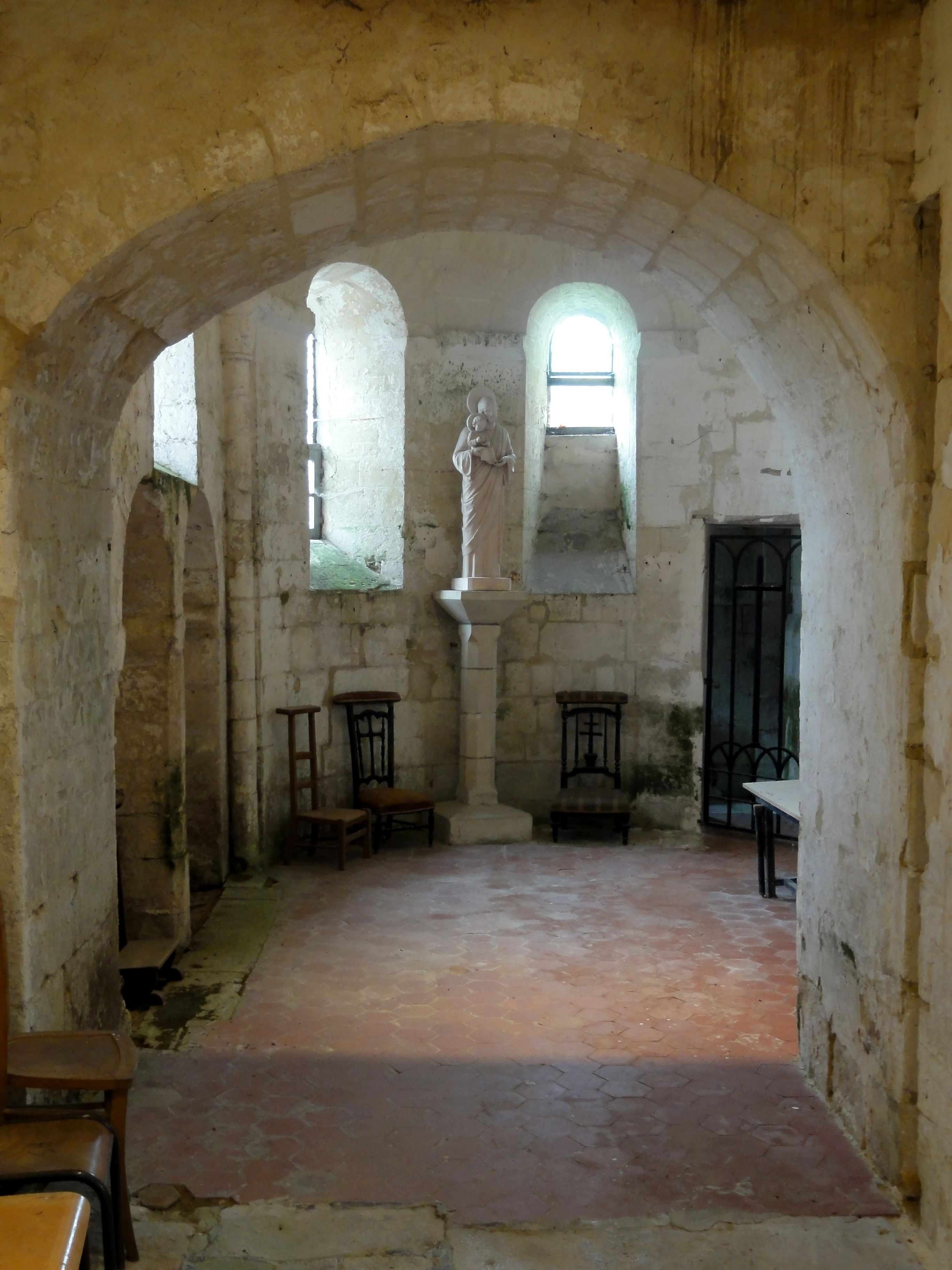
Vue depuis le bas-côté.
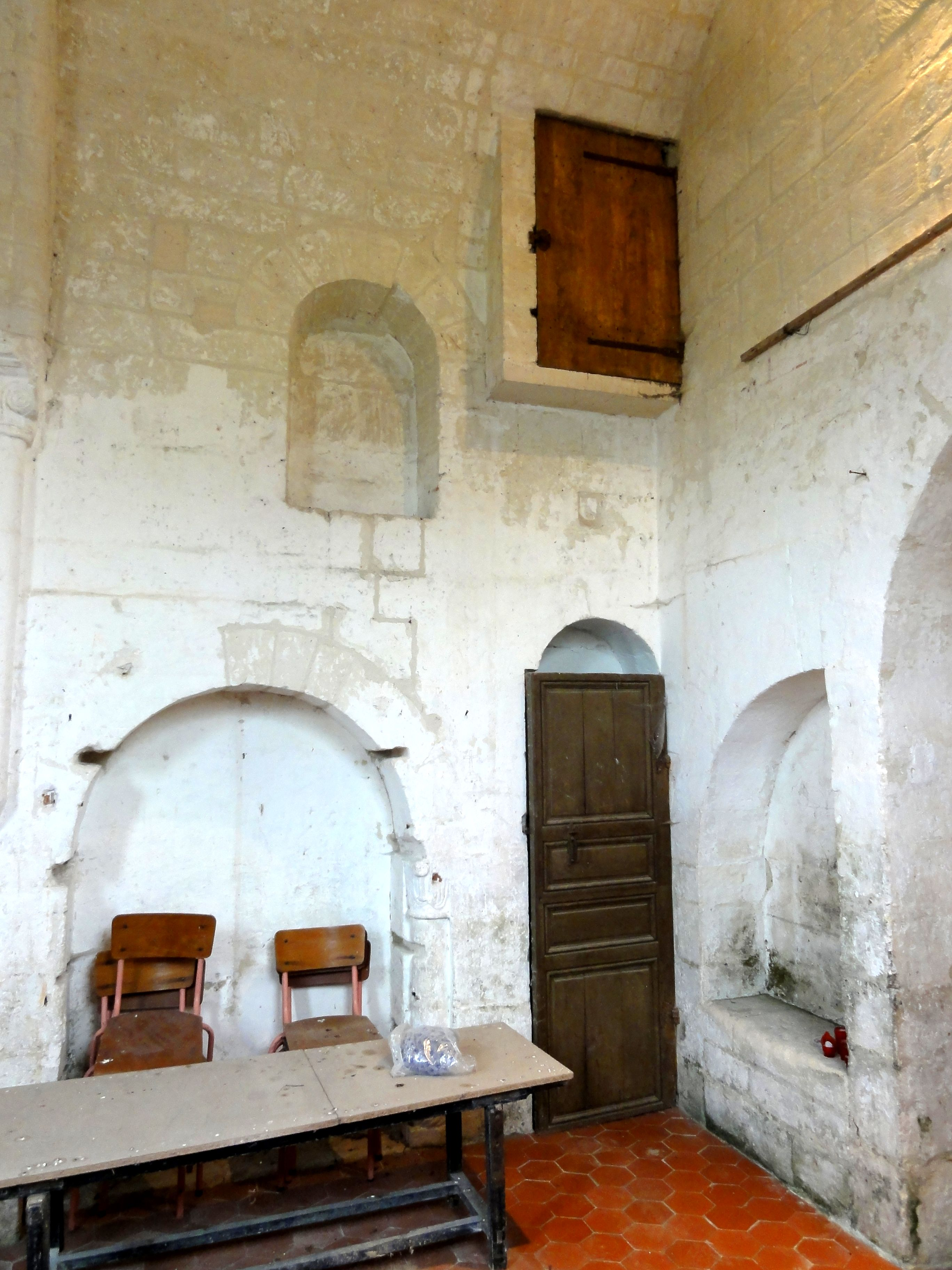
1re travée, angle sud-ouest.
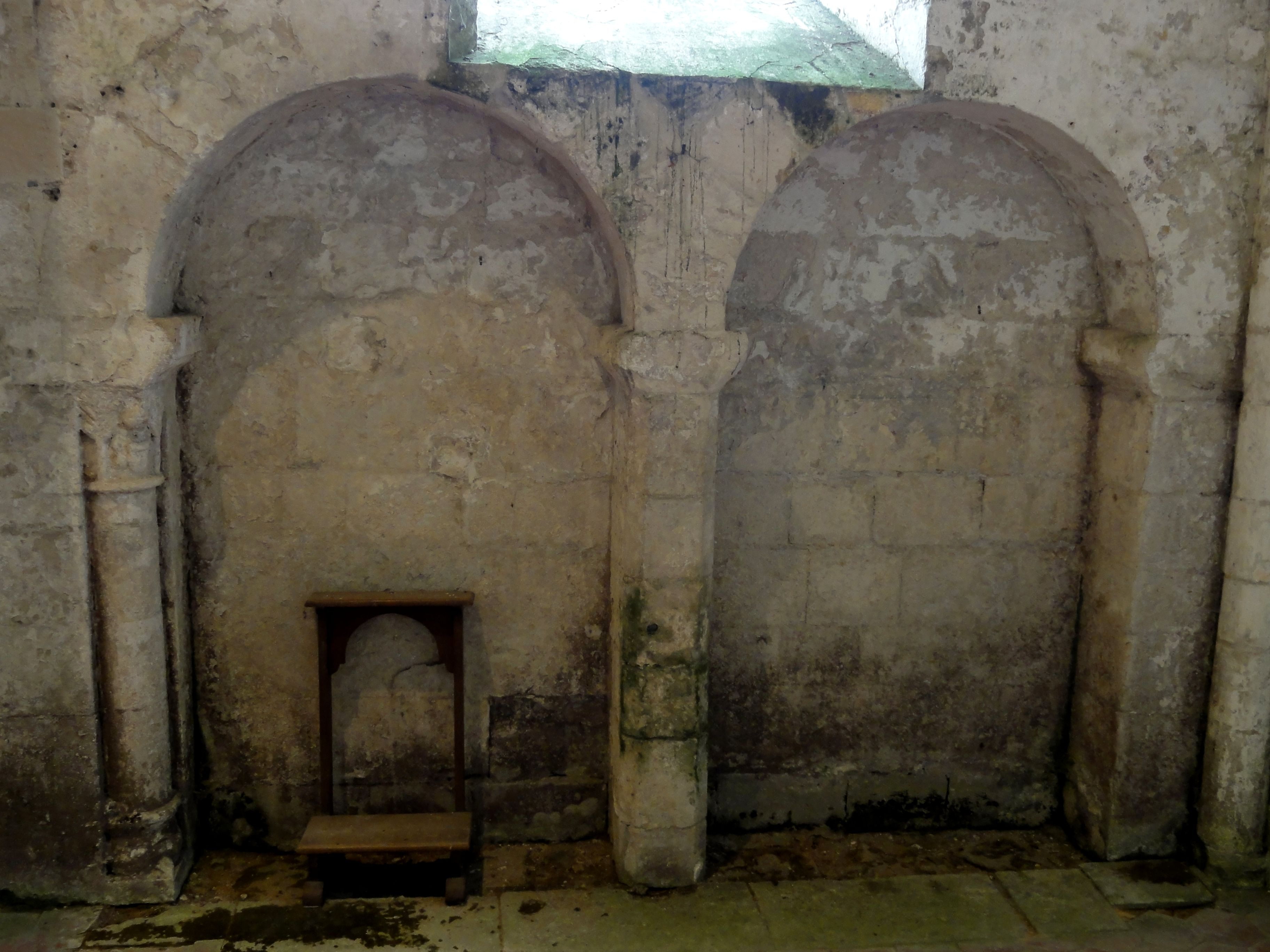
Arcatures aveugles au nord.
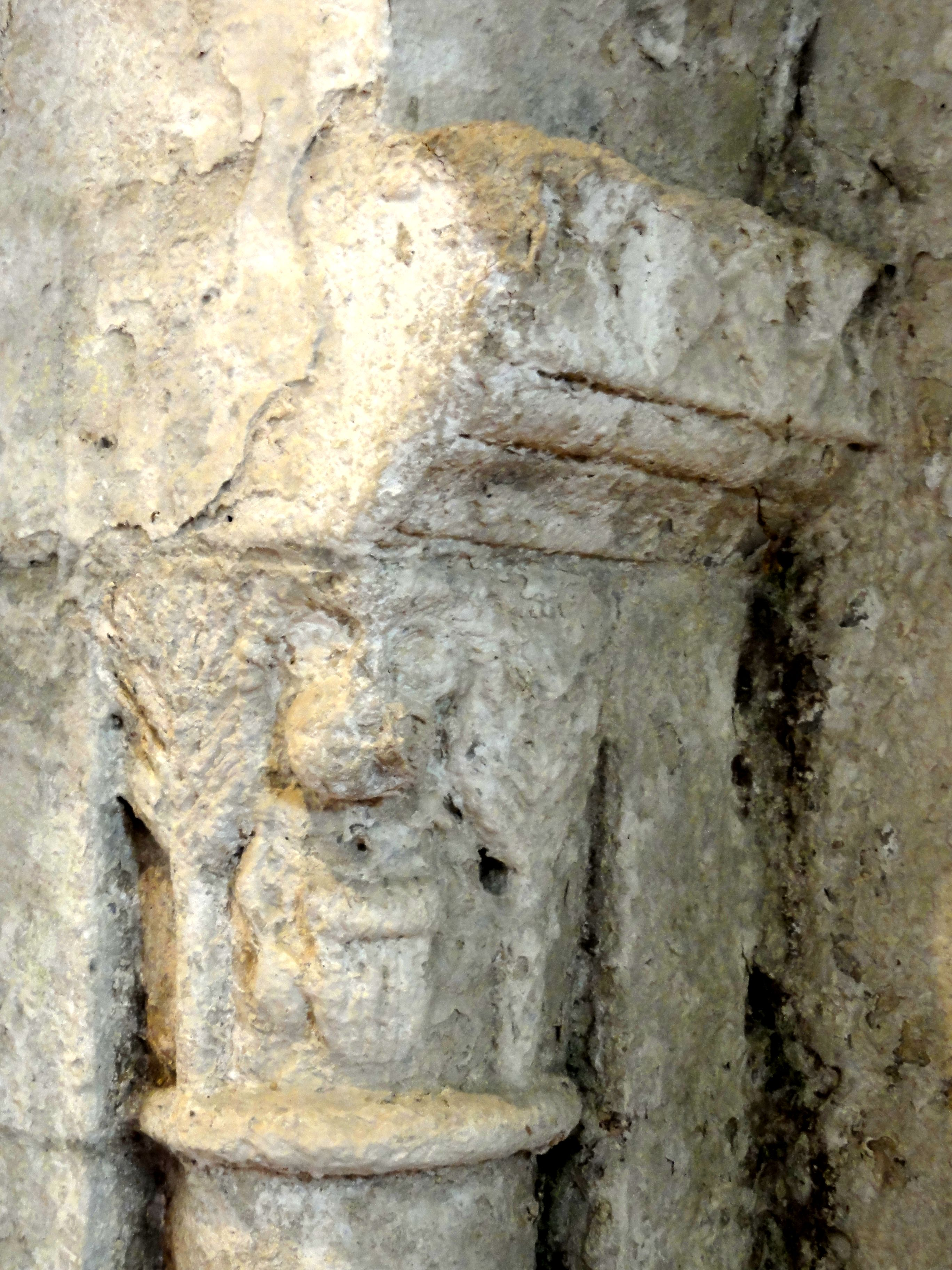
Chapiteau des arcatures au nord.
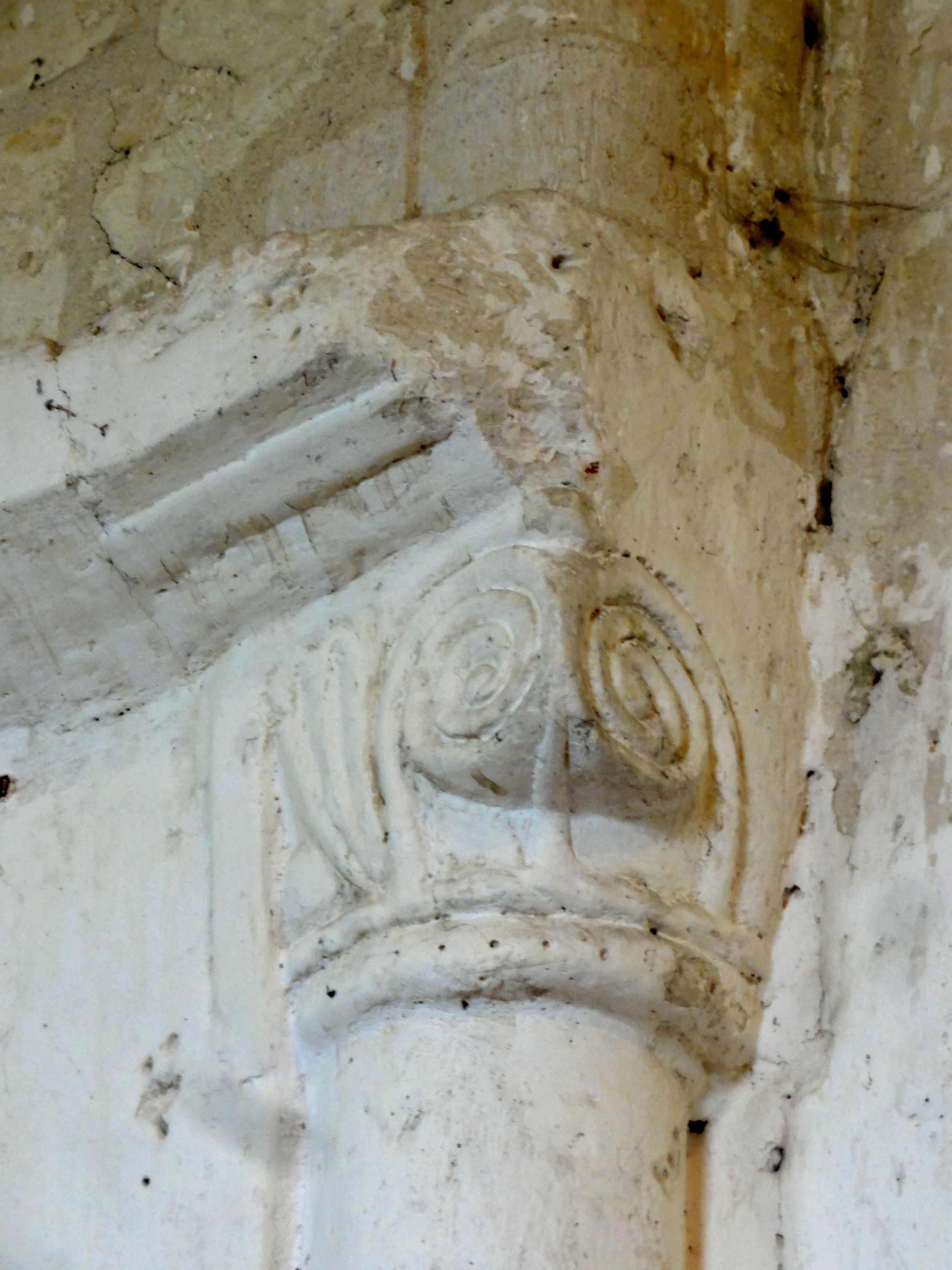
Chapiteau du doubleau.

### Extérieur

#### Façade occidentale

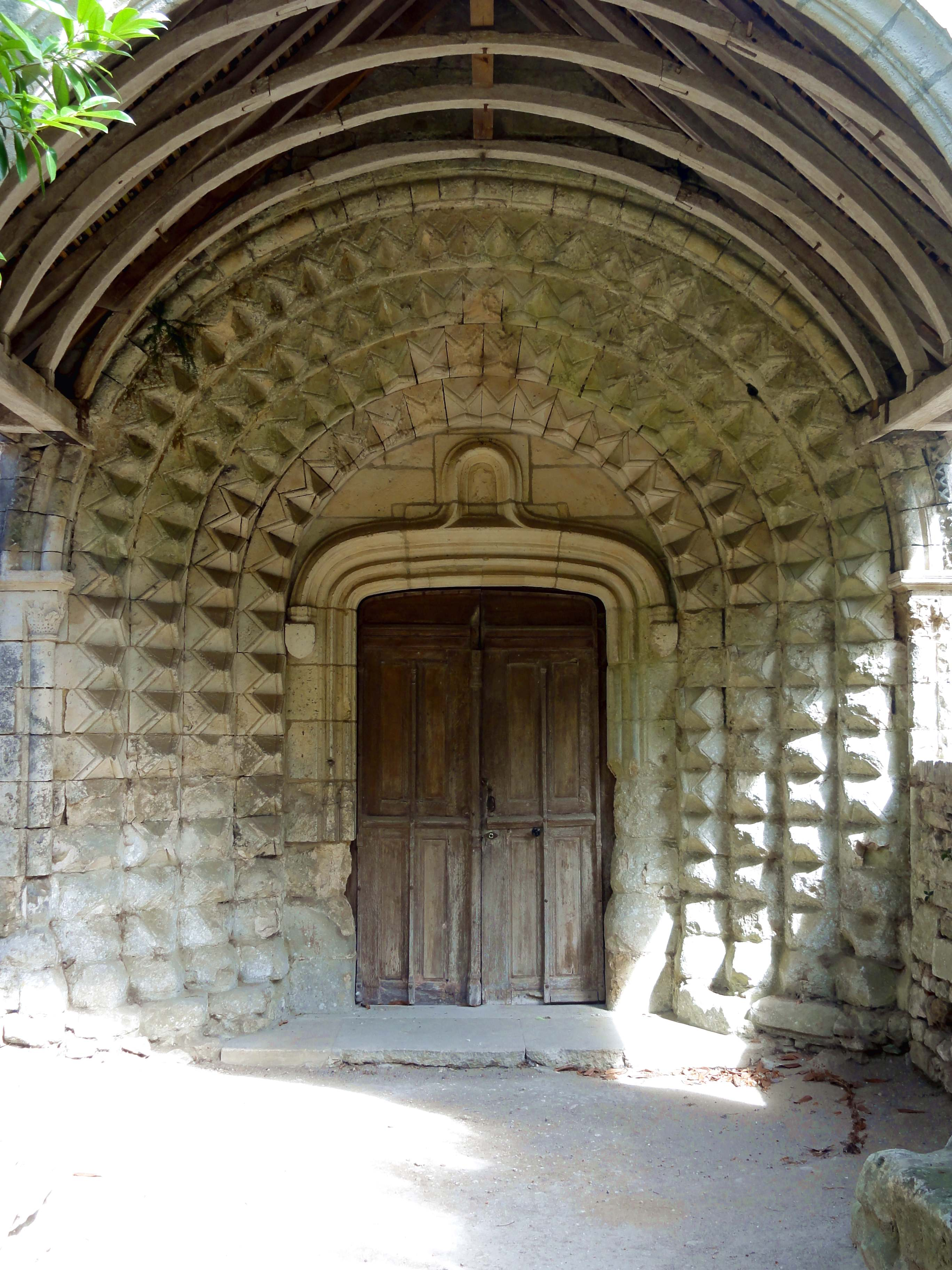
Portail occidental.

Peu avant le milieu du XIIe siècle, l'on a reconstruit l'ensemble du mur occidental et non seulement le portail, en employant cette fois-ci des pierres d'appareil, qui ne sont pas tout à fait régulières comme le montrent les différences de hauteur qui existent entre les assises. Le pignon a été surhaussé à l'époque moderne, les rampants ayant été un peu moins inclinés initialement. Les arcs des trois fenêtres, une en bas du pignon et deux de part et d'autre du portail, sont tous surmontés d'un bandeau qui présente un rang de fleurs de violette excavées. Le portail est bien entendu l'élément le plus remarquable de la façade, moins pour son élégance car il paraît un peu lourd, que pour son originalité. En effet, le même décor se trouve sur la quadruple archivolte et sur leurs jambages, en lieu et place des colonnettes à chapiteaux usuelles. Le décor lui-même est également peu courant, car il réunit le motif des pointes-de-diamant à celui des bâtons brisés. Chaque claveau est taillé à la façon d'une pyramide dont l'une des faces est redressée verticalement par rapport à la base engagée dans le mur. La face redressée regarde toujours vers l'intrados. Un chevron en bas-relief se détache à ses deux angles, et un autre aux angles de la face opposée de pyramide. C'est la succession des chevrons qui forme le motif des bâtons brisés. Là où les claveaux sont érodés, les bâtons brisés ne sont plus guère perceptibles, et l'on a l'impression de voir des pointes-de-diamant, bien que la forme ne concorde pas en raison de la face redressée. Dominique Vermand dit que l'église de Trumilly possède un portail absolument semblable, mais les claveaux y sont plus petits, et les chevrons que l'on voit de face ont davantage de relief. Comme le portail de Trumilly, celui de Saint-Vaast devait posséder un tympan, remplacé ici par l'arc en anse de panier du portail flamboyant tardif du XVIe siècle, qui s'inscrit entièrement dans le portail roman sans l'entraver. La voussure supérieure ne forme pas une accolade mais une minuscule niche, où se détache le vestige de ce qui semble avoir été un ange en bas-relief. Aux extrémités, elle retombe sur deux culs-de-lampe frustes. Au pied de chacun, se trouve un écusson aujourd'hui vierge de tout décor, ce qui est exceptionnel à l'extérieur des églises à la période flamboyante. Le cordon de fleurs de violette qui surmonte le portail est caché par la charpente du porche, et le gâble a été en grande partie sacrifié pour permettre au toit du porche de se raccorder au mur de la nef. Avec beaucoup de recul, l'on peut apercevoir les cordons semblables, richement ouvragés, qui surmontent les trois fenêtres en plein cintre qui ajourent la partie supérieure de la façade.

#### Clocher

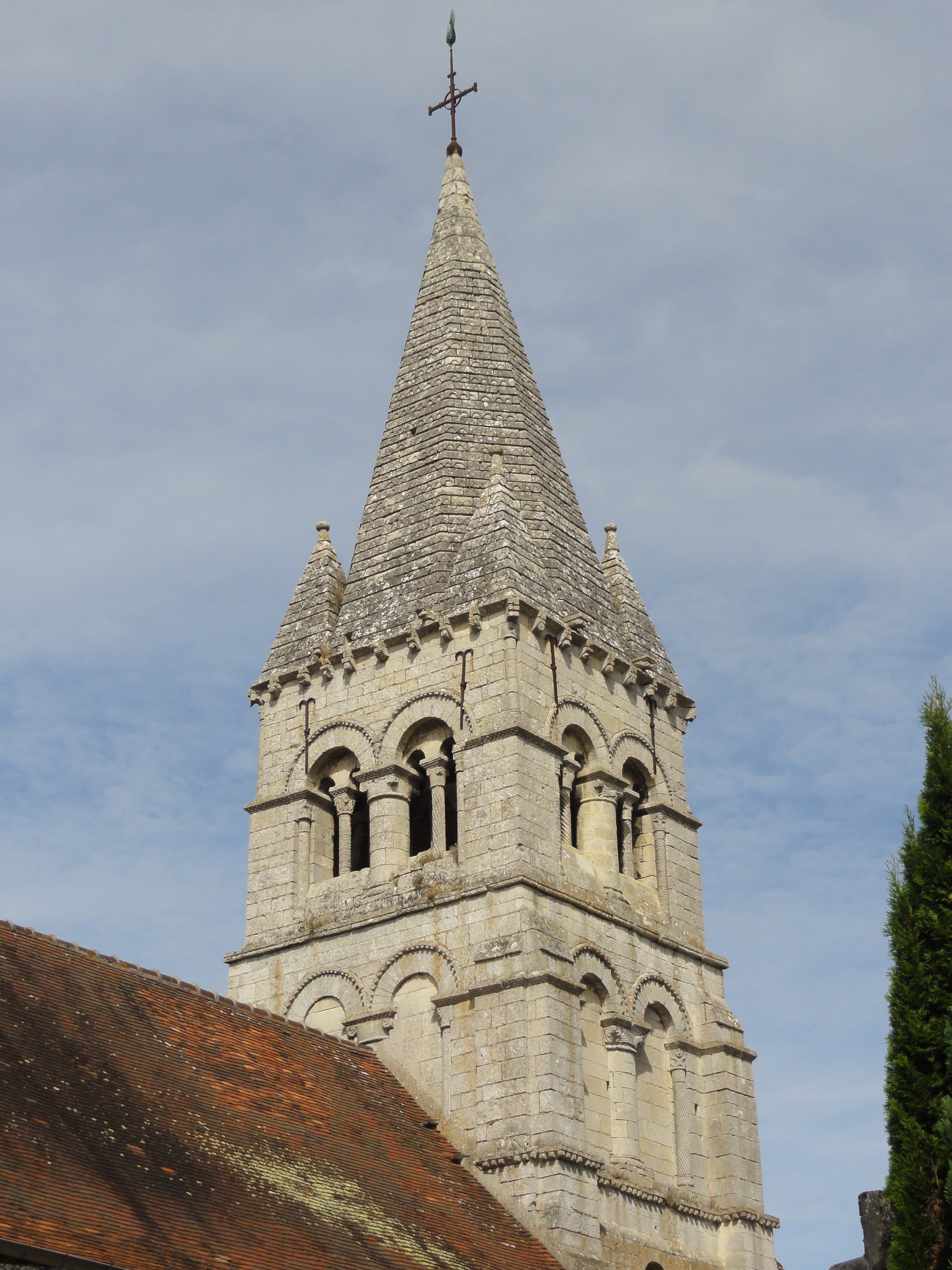
Clocher, vue depuis le sud-ouest.

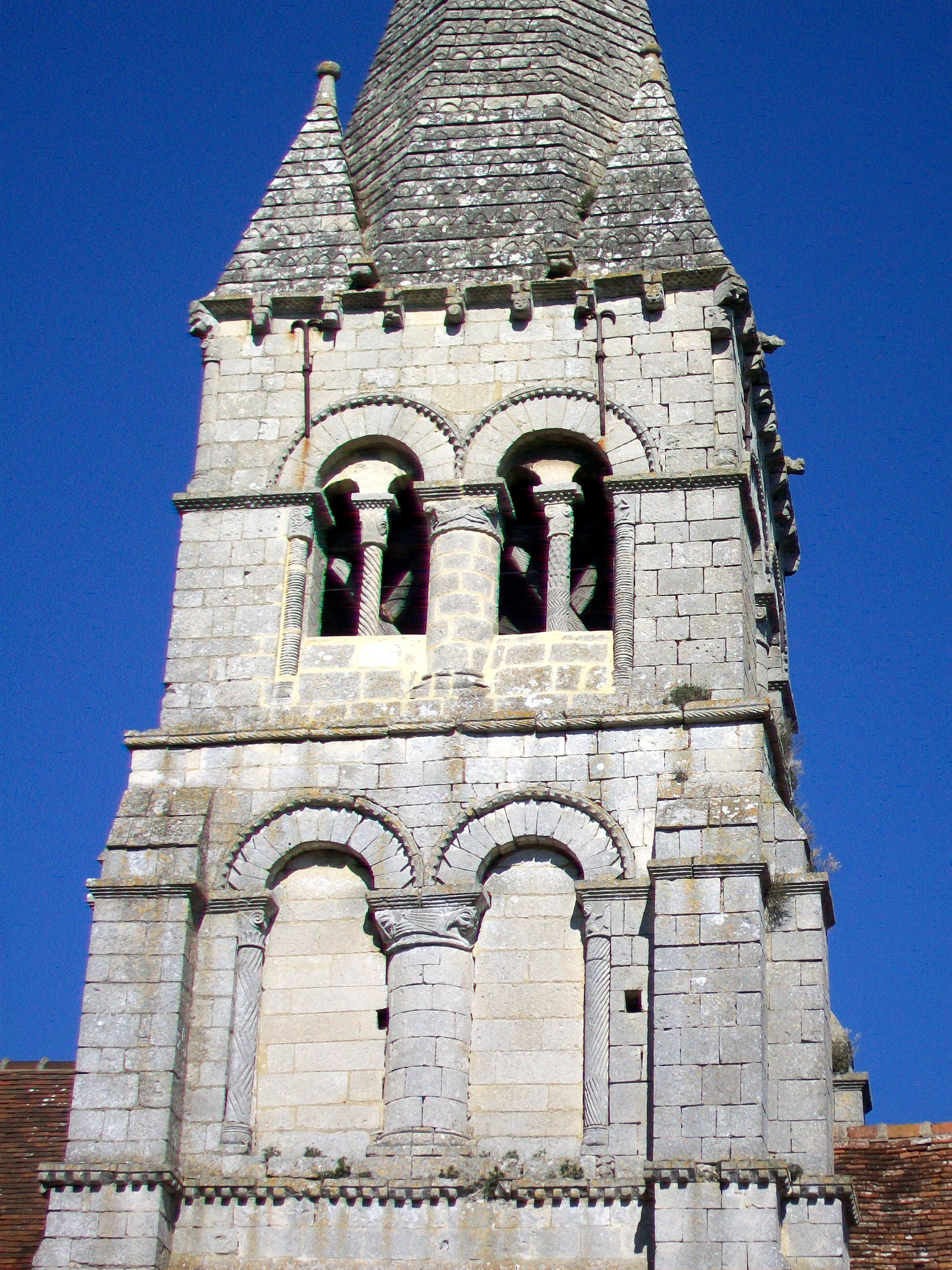
Clocher, vue depuis le sud.

C'est surtout pour son clocher que l'église de Saint-Vaast est connue. C'est l'un des plus beaux de l'Oise tant par ses proportions que par sa décoration, dans une région bien pourvue en pierre calcaire de bonne qualité qui a donné un grand nombre de clochers remarquables, notamment dans le Clermontois, le Valois et le Vexin français. Il comporte quatre niveaux, à savoir la base dont l'intérieur a déjà été décrit ; un premier étage qui n'est éclairé qu'au sud par une baie en plein cintre non décorée ; et deux étages de baies qui abritent à l'intérieur le beffroi en charpente. À chaque angle, la tour est épaulée par deux contreforts plats orthogonaux, qui vont jusqu'à la fin du second étage et se retraitent une fois à la fin du premier étage. Comme déjà signalé, le contrefort sud-ouest a été renforcé au XVIe siècle. Le début du premier étage de baies, c'est-à-dire le second étage du clocher, est marqué par un cordon de billettes faisant le tour du clocher, y compris les contreforts. Les billettes ne sont en principe plus employées à partir du second quart du XIIe siècle. Chaque face de l'étage est percée de deux baies en plein cintre géminées, qui en 1669 ont été bouchées à l'ouest et au sud pour des raisons de stabilité. Les arcades de ces baies prennent appui sur une grosse colonne appareillée au milieu, et sur des colonnettes monolithiques aux extrémités. À l'ouest et au sud, elles sont garnies de légères baguettes diversement disposées, en hélices ou en zigzags. Les chapiteaux des grosses colonnes sont remarquables au sud et au nord, où ils sont sculptés de masques grossiers flanqués d'ailes, alors que des volutes d'angle suffisent à l'ouest et à l'est. Les chapiteaux des colonnettes montrent un curieux personnage au sud, à droite, ou sinon des volutes d'angle parfois combinées avec des godrons. Les tailloirs sont eux aussi remarquables pour leurs quatre retraites successives par de fines rainures dans l'échine ; comme précédemment le cordon de billettes, ce motif se poursuit également sur les murs et les contreforts. Les claveaux des baies sont taillés à la pointe, ce qui est rare, et un cordon de billettes surmonte chaque fenêtre,.
L'ensemble du clocher est conçu pour donner un effet de sveltesse et d'élancement, et d'après Dominique Vermand, le fait que les contreforts s'arrêtent avant le dernier étage donne l'illusion que celui-ci est placé légèrement en retrait, ce qui est un effet voulu qui va dans le même sens. En regardant de près, il paraît toutefois que la retraite est bien réelle, même si elle n'existe qu'à l'extérieur du clocher. Les deux étages de baies sont séparés par un cordon torsadé, motif rare dans la région que l'on retrouve à Nogent-sur-Oise. Les baies de l'étage supérieur sont réséquées par une colonnette centrale monolithique, qui supporte deux arcatures plein cintre et un petit tympan nu. En revanche, les colonnettes à gauche et à droite des paires de baies manquent au nord et à l'est ; sur ces mêmes côtés, elles n'étaient déjà pas décorées au niveau de l'étage en dessous. Sinon d'autres motifs de décoration s'ajoutent : plusieurs colonnettes évoquent des bobines de fil, d'autres sont torsadées. Les colonnettes torsadées sont également rares dans la région, et l'on n'en trouve guère que sur les clochers d'Arronville (étage bouche), Condécourt (certaines baies) et Omerville, et dans le chœur de Saint-Clair-sur-Epte. Le chapiteau tout à droite côté sud montre une fois de plus un curieux personnage, d'autres petits chapiteaux montrent des têtes d'angle, et le gros chapiteau central fait apparaître un long cheval dont la tête et la queue forment des volutes d'angle. Au niveau de l'imposte des fenêtres, court un bandeau qui comporte deux rangs de billettes disposées en damier dans son échine ; il tient également lieu de tailloir aux chapiteaux et sert d'appui à quatre colonnettes d'angle qui décorent le niveau supérieur du clocher ; celle au sud-est a disparu. Les claveaux des fenêtres sont ici normalement taillés, mais le cordon de billettes qui les surmonte est toujours le même. L'étage supérieur se termine par une intéressante corniche, dont chaque élément est décoré de petites billettes en damier et repose sur deux corbeaux garnis de masques, dont certains font saillie presque comme de petites gargouilles gothiques. La flèche octogonale en pierre est flanquée de quatre pyramidons, dont François Deshoulières affirme qu'elles ne reposent pas sur des trompes à l'intérieur de la tour, comme c'est généralement le cas. Une assise sur deux est décorée d'arcatures plein cintre en bas-relief. La flèche octogonale est autrement élégante qu'une pyramide sur plan carrée, comme à Rhuis. Par ses grosses colonnes entre deux baies gémelées et certains motifs employés, le clocher de Saint-Vaast montre le plus d'affinités avec ceux de Nogent-sur-Oise et de Labruyère (ce dernier étant plus tardif, de 1140 environ). Des similitudes existent également avec les clochers de Bonneuil-en-Valois, de Morienval et d'Orrouy, pour ne citer que quelques-uns,.

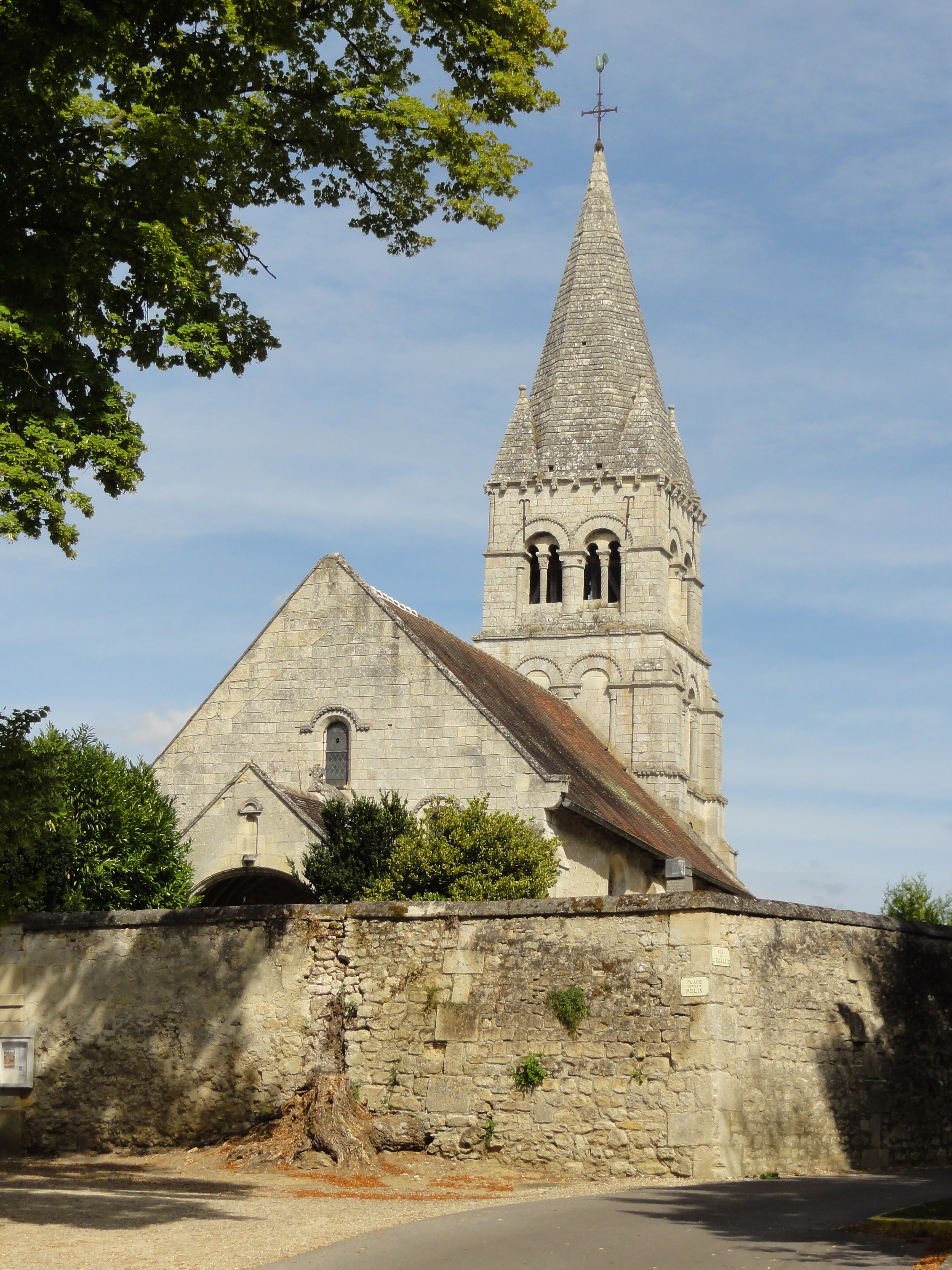
Vue depuis l'ouest.
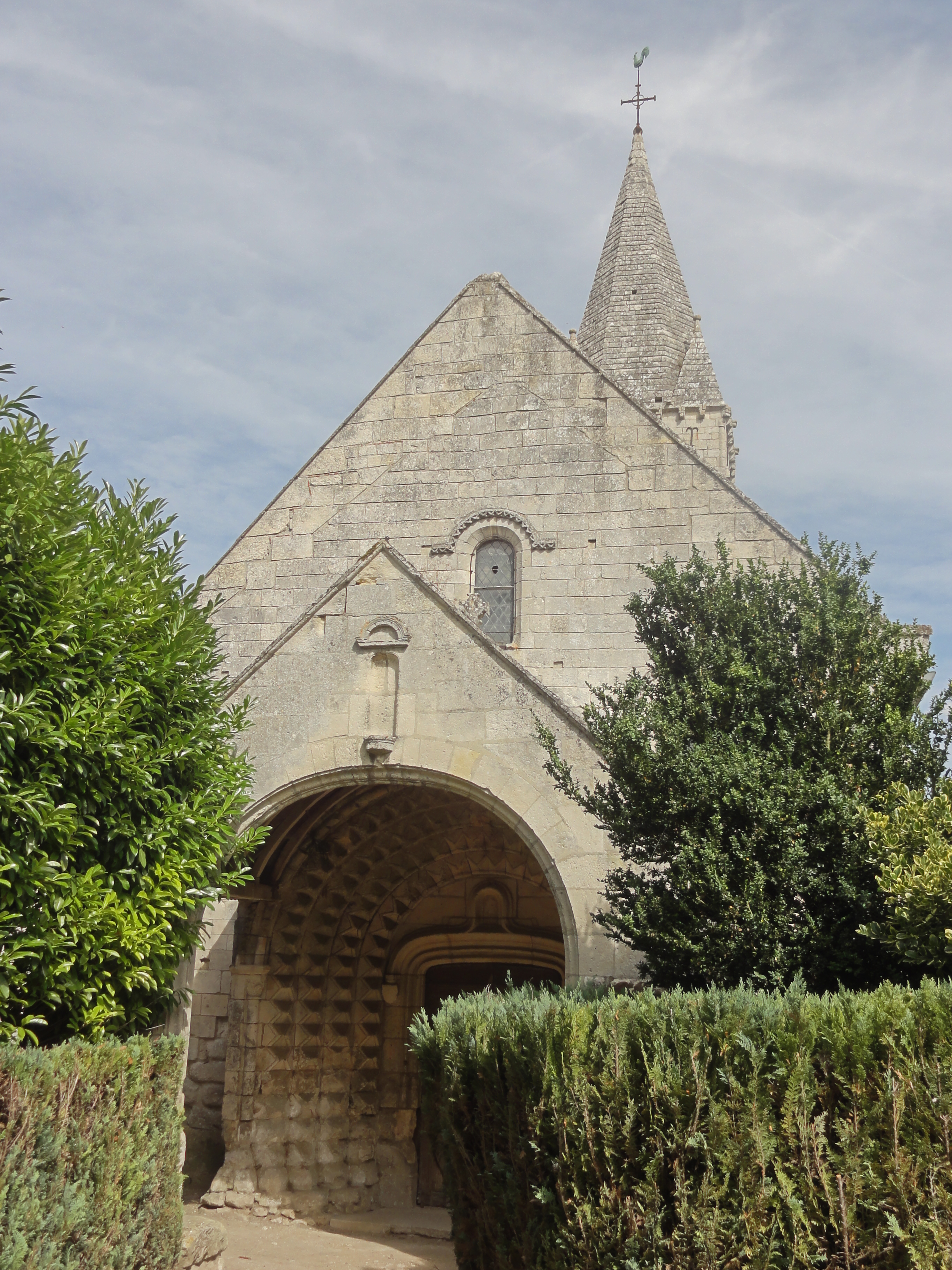
Façade occidentale.
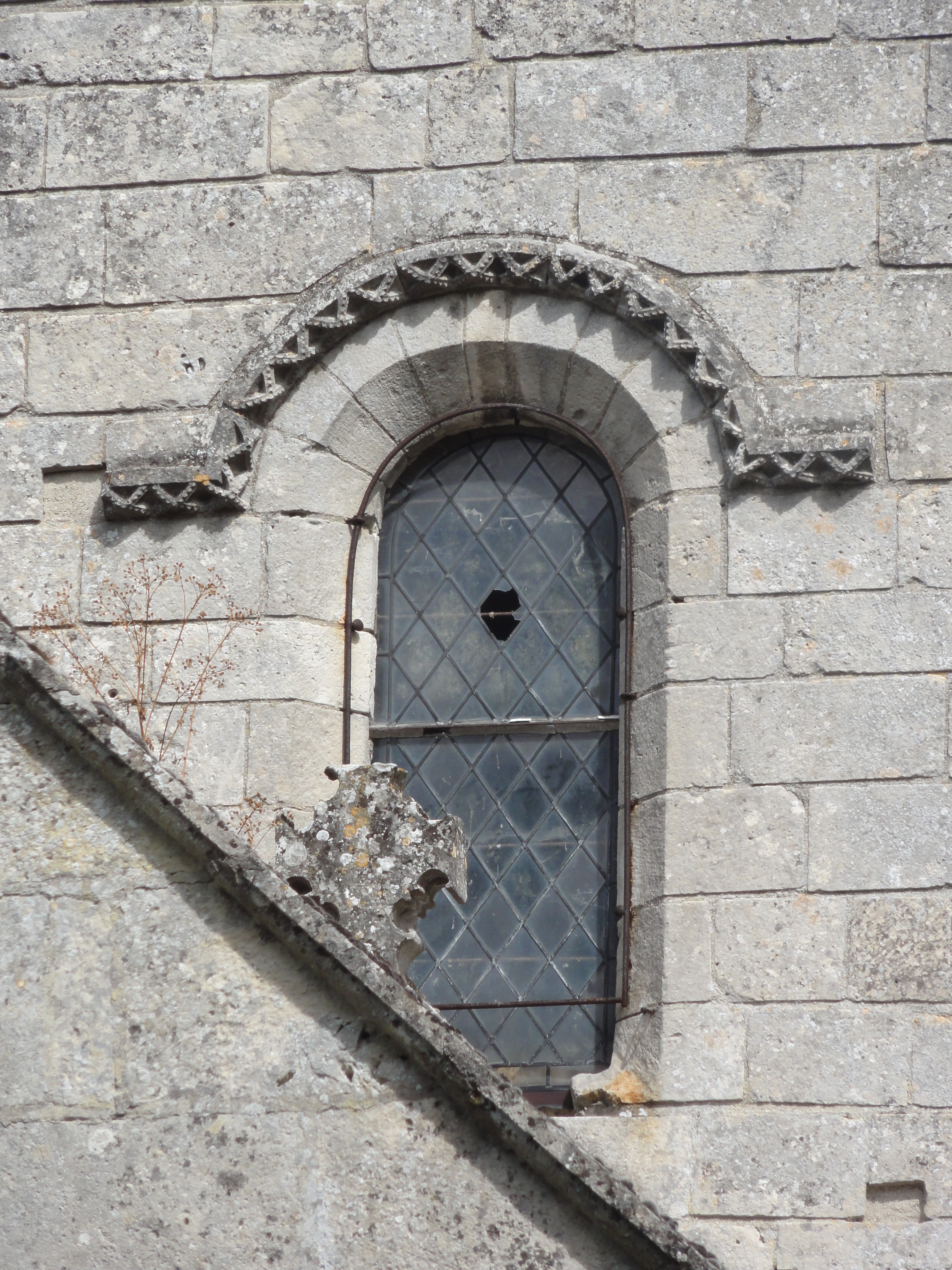
Fenêtre en façade.
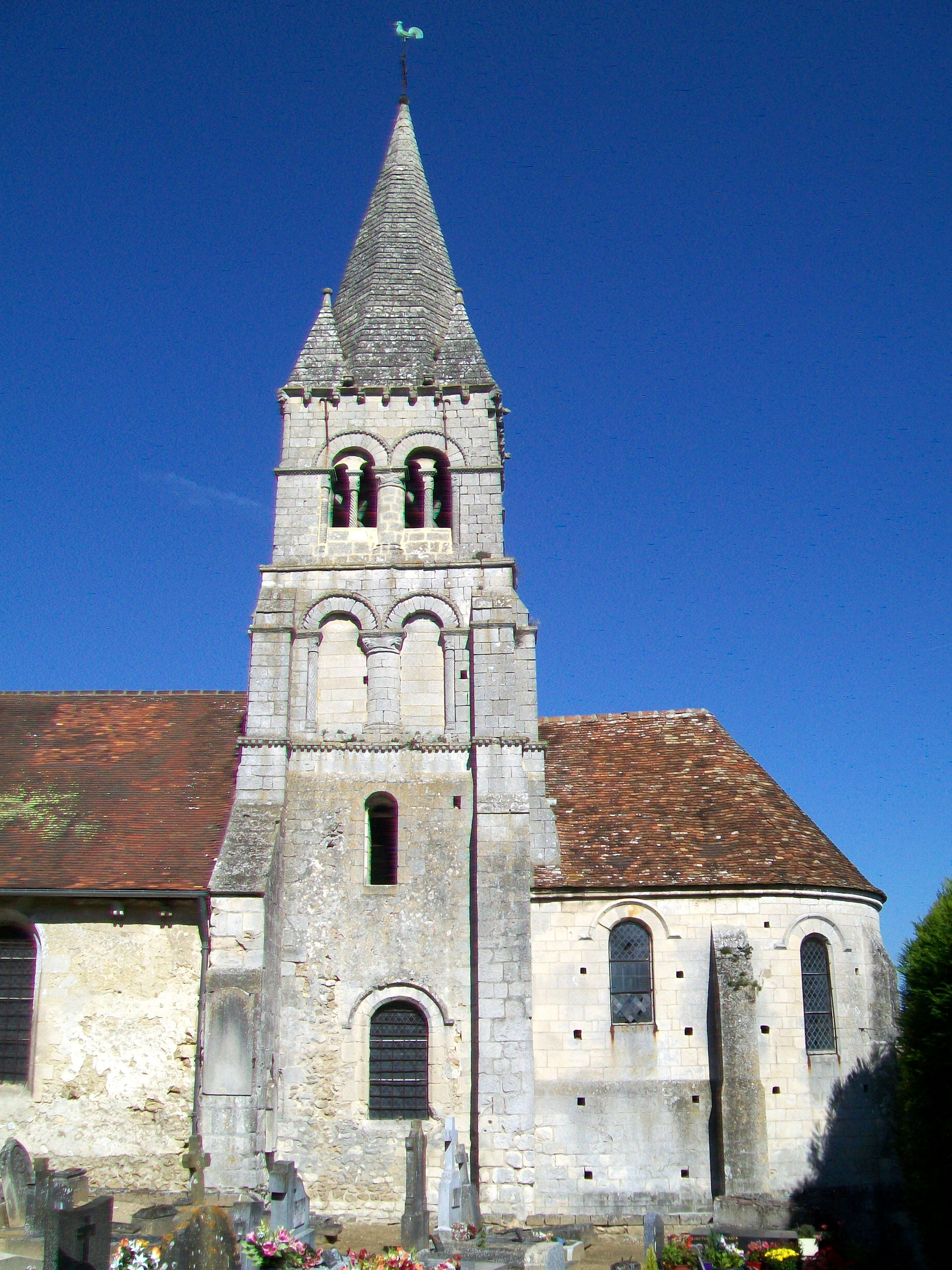
Vue depuis le sud.
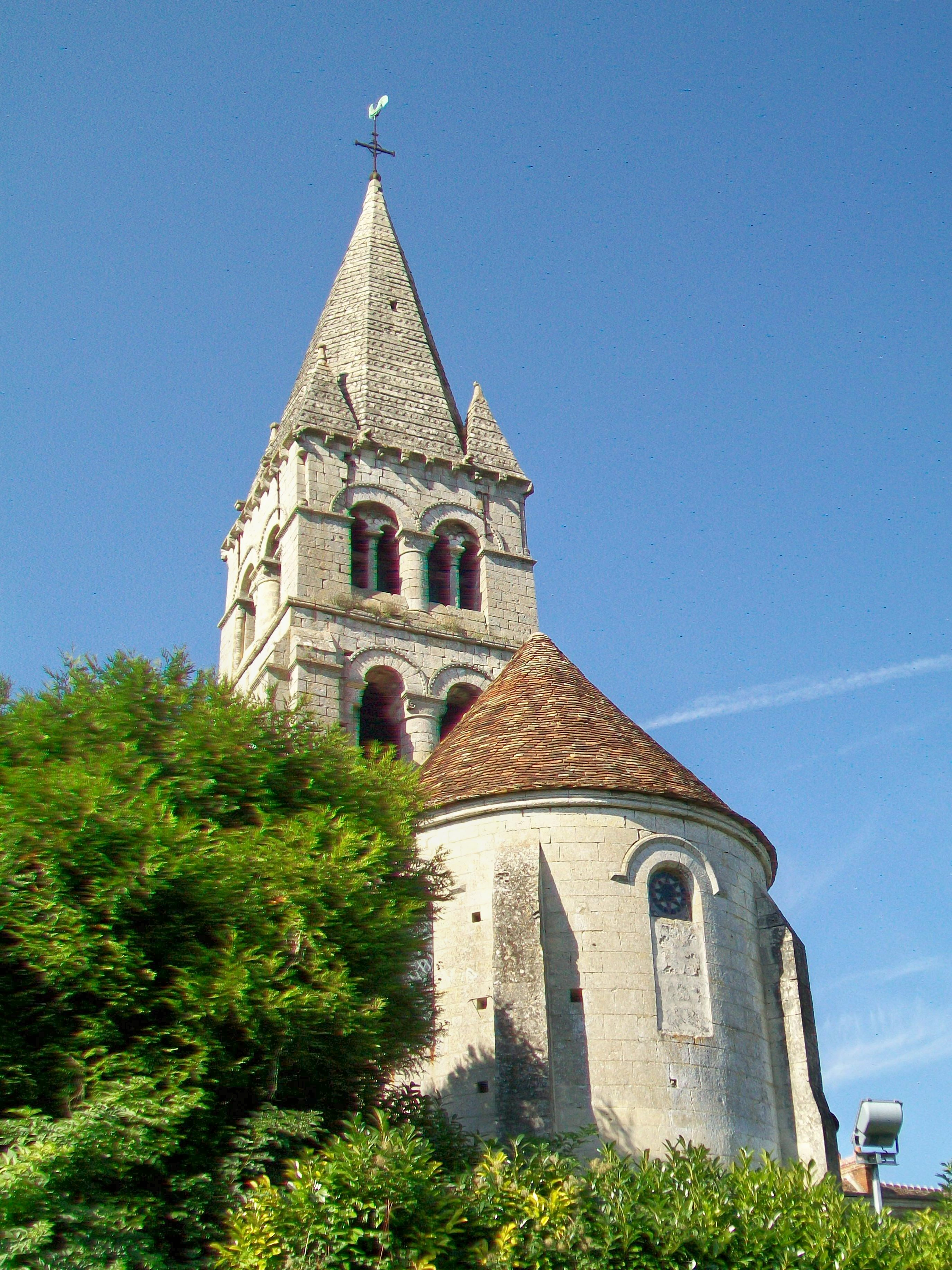
Vue depuis l'est.

#### Élévations latérales et chevet

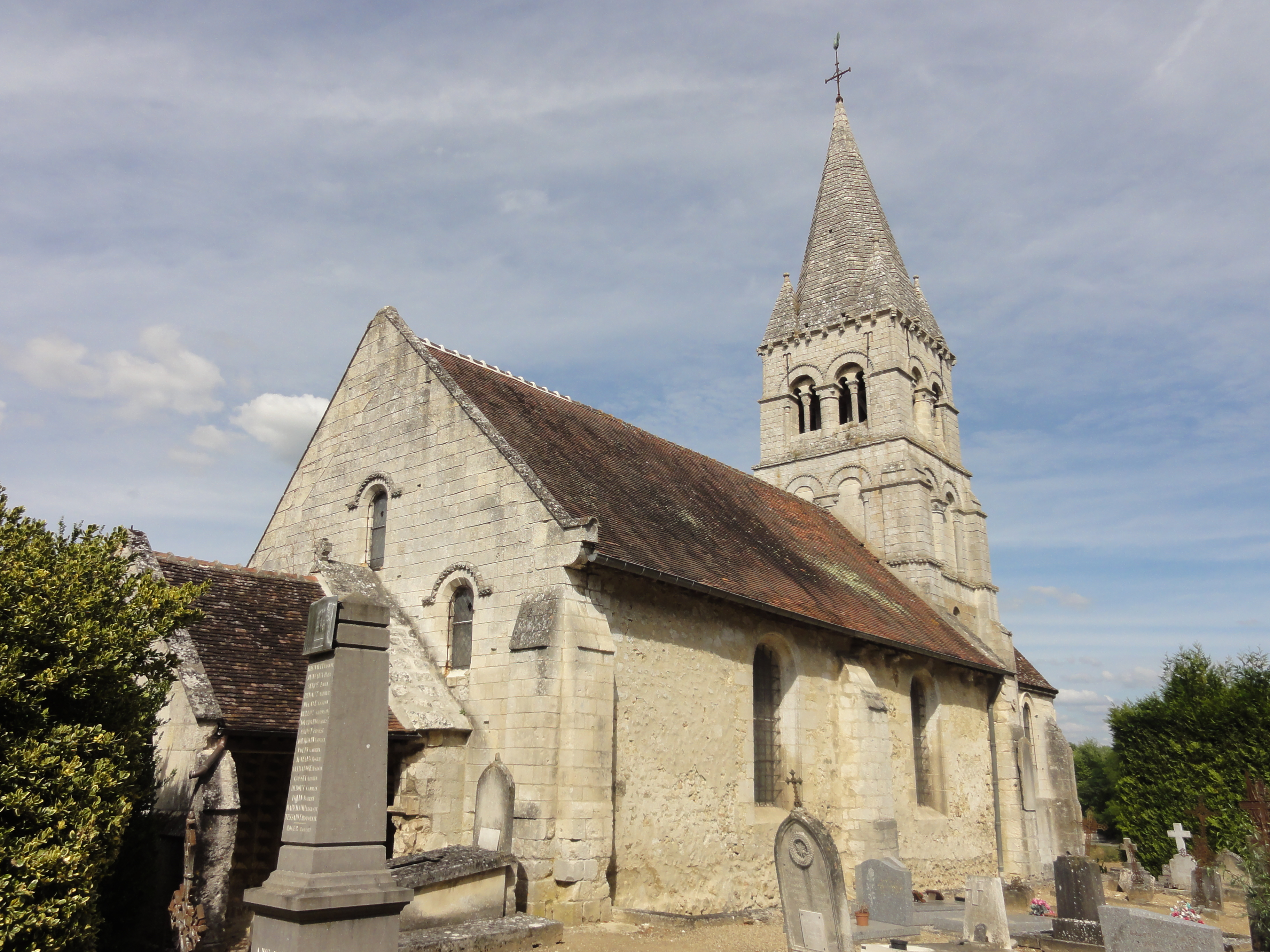
Vue depuis le sud-ouest.

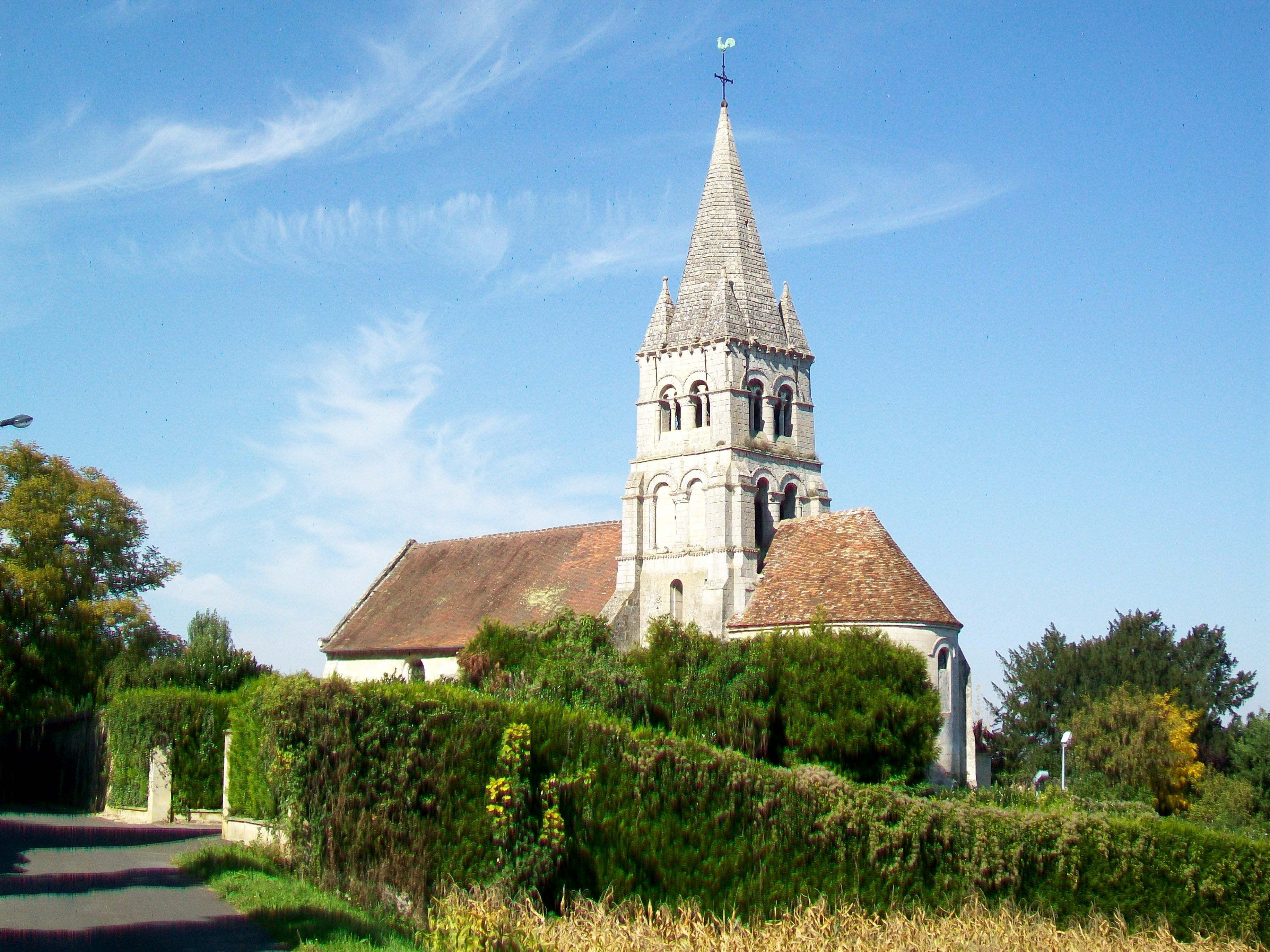
Vue depuis le sud-est.

Tout comme à l'intérieur, la nef a perdu extérieurement presque toute trace de son architecture romane du tout début du XIIe siècle, ce qui vaut pour les fenêtres qui sont du XVIIe siècle, et les deux contreforts qui sont du milieu du XIIe siècle, quand la façade a été rebâtie. La corniche est en grande partie devenue victime de la reconstruction du toit, et elle ne subsiste que sur la partie est du mur méridional. Elle consiste d'une profonde tablette formée d'une juxtaposition de gouttières triangulaires, qui repose sur de gros modillons décorés de billettes. Le chœur montre une frappante similitude avec son homologue de Saint-Gervais de Pontpoint. Soigneusement bâti en pierre de taille, il reste toutefois extrêmement sobre. Les fenêtres sont seulement ornées d'un cordon biseauté en forme de sourcil, et sinon, seuls les contreforts plus saillants qu'à la période romane rompent la monotonie. François Déshoulières décrit une ornementation autrement abondante, dont une corniche crénelée, des colonnettes cantonnant les fenêtres, dont certaines posséderaient un linteau monolithique ; tout ceci n'est basé sur aucune réalité et représente l'une des plus grossières erreurs qui se sont jamais immiscées dans le vénérable Bulletin monumental. L'on peut encore mentionner les nombreux trous de boulin qui logeaient les poutres de l'échafaudage lors de la construction du chœur, et qui auraient normalement dus être bouchés. L'abside de la chapelle de la Vierge présente quant à elle une corniche beauvaisine, qui apparaît au début du XIIe siècle et s'aplatit successivement jusqu'à sa disparition dans la région vers 1200. Ici elle est encore assez saillante. Ce type de corniche se compose de petites arcatures plein cintre reposant sur des modillons, et réséquées chacune dans deux arcatures plus petites. Les fenêtres sont curieusement en retrait par rapport au plan du mur. Elles sont surmontées d'un cordon de damiers, qui au niveau des impostes se poursuit comme bandeau sur les murs. C'est le motif utilisé pour la corniche de l'étage supérieur du clocher,.

## Mobilier
L'église renferme six éléments de mobilier classés monument historique au titre objet.
- Une statue en bois de saint Vaast d'Arras ou Sanctus Vedastus, datant du XVIe siècle[21] ;
- Une statue en bois de la Vierge à l'Enfant, datant du premier quart du XVIe siècle. Sa place initiale était dans la chapelle de la Vierge[22] ;
- Une Vierge de Pitié en bois de chêne, haute de 108 cm et datant du milieu du XVIe siècle, avec des traces de la polychromie d'origine. Le corps du Christ serait influencé par la peinture flamande, et la précision anatomique du corps serait due à la Renaissance italienne[23] ;
- Une statue en bois de la Vierge dite de calvaire, provenant d'une poutre de gloire et datant du XVIe siècle[24] ;
- Deux bancs de fidèles différents du XVIIe siècle, appartenant à un rare type aux dossiers panneautés et couronnés de balustres, comme dans les églises de Coivrel et de Maignelay[25] ;
- Une cloche en bronze de 1647, ayant anciennement porté les armes de Charlotte-Marguerite de Montmorency[26].

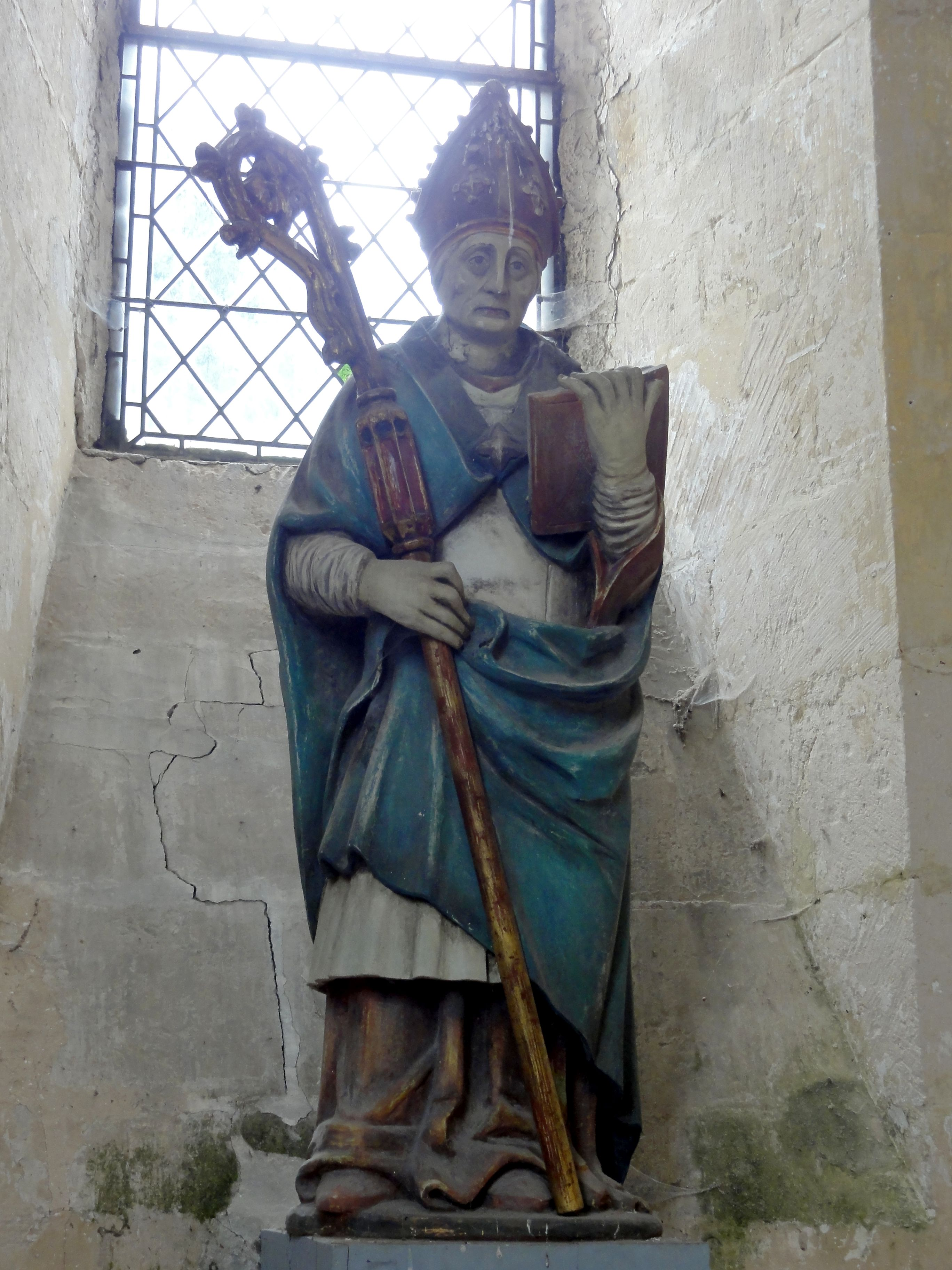
Statue de saint Vaast.
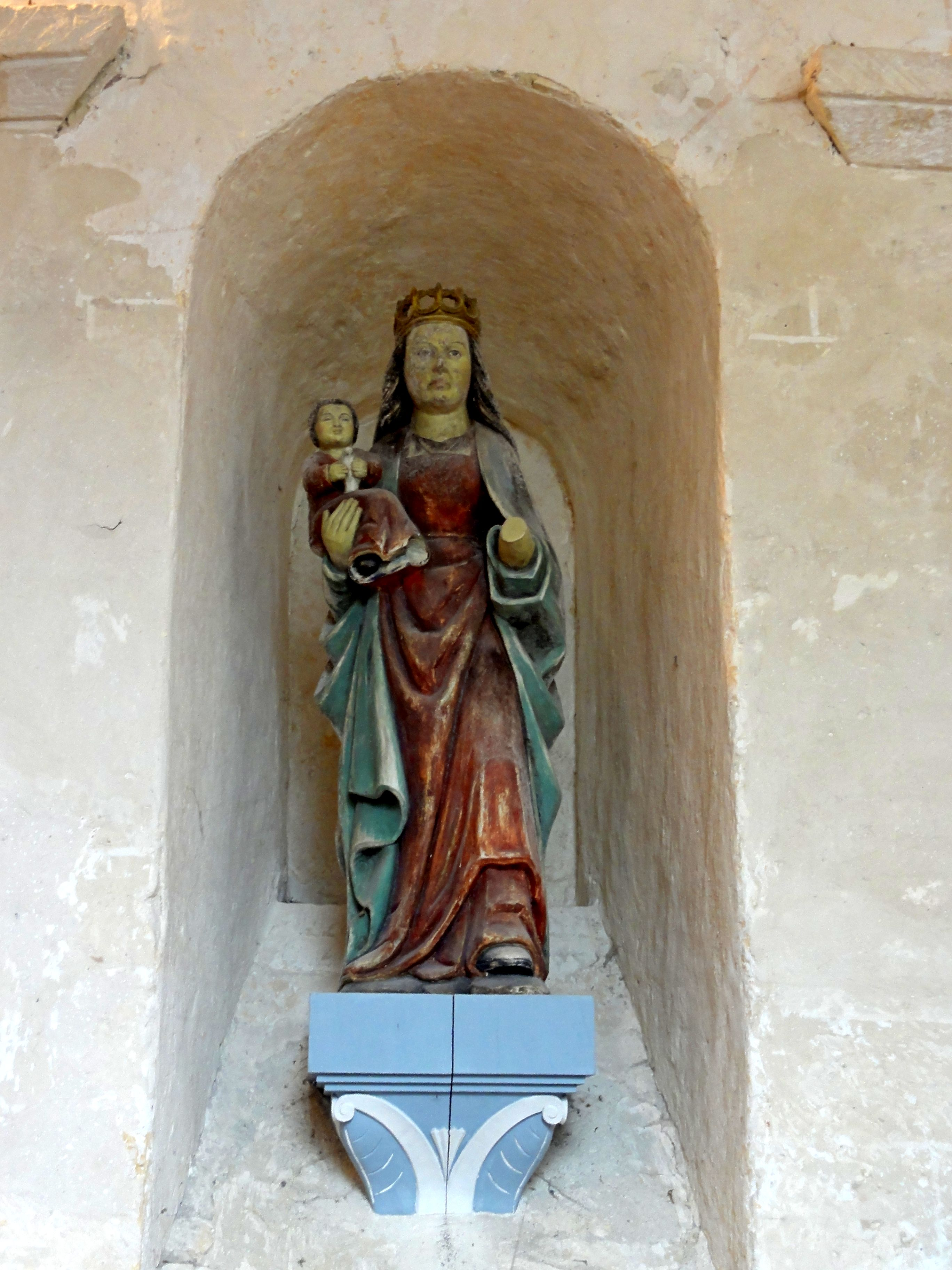
Vierge à l'Enfant.
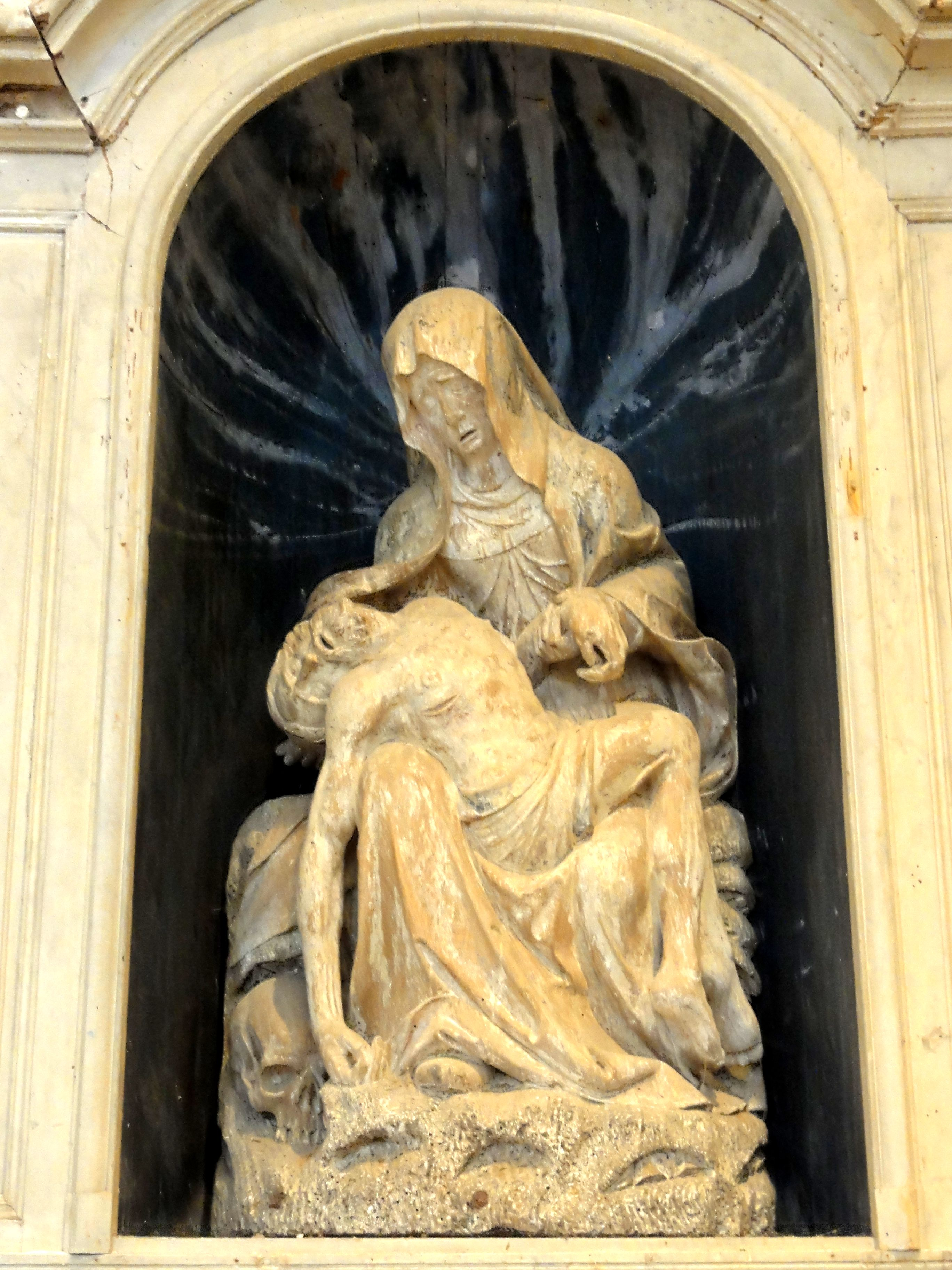
Vierge de Pitié.
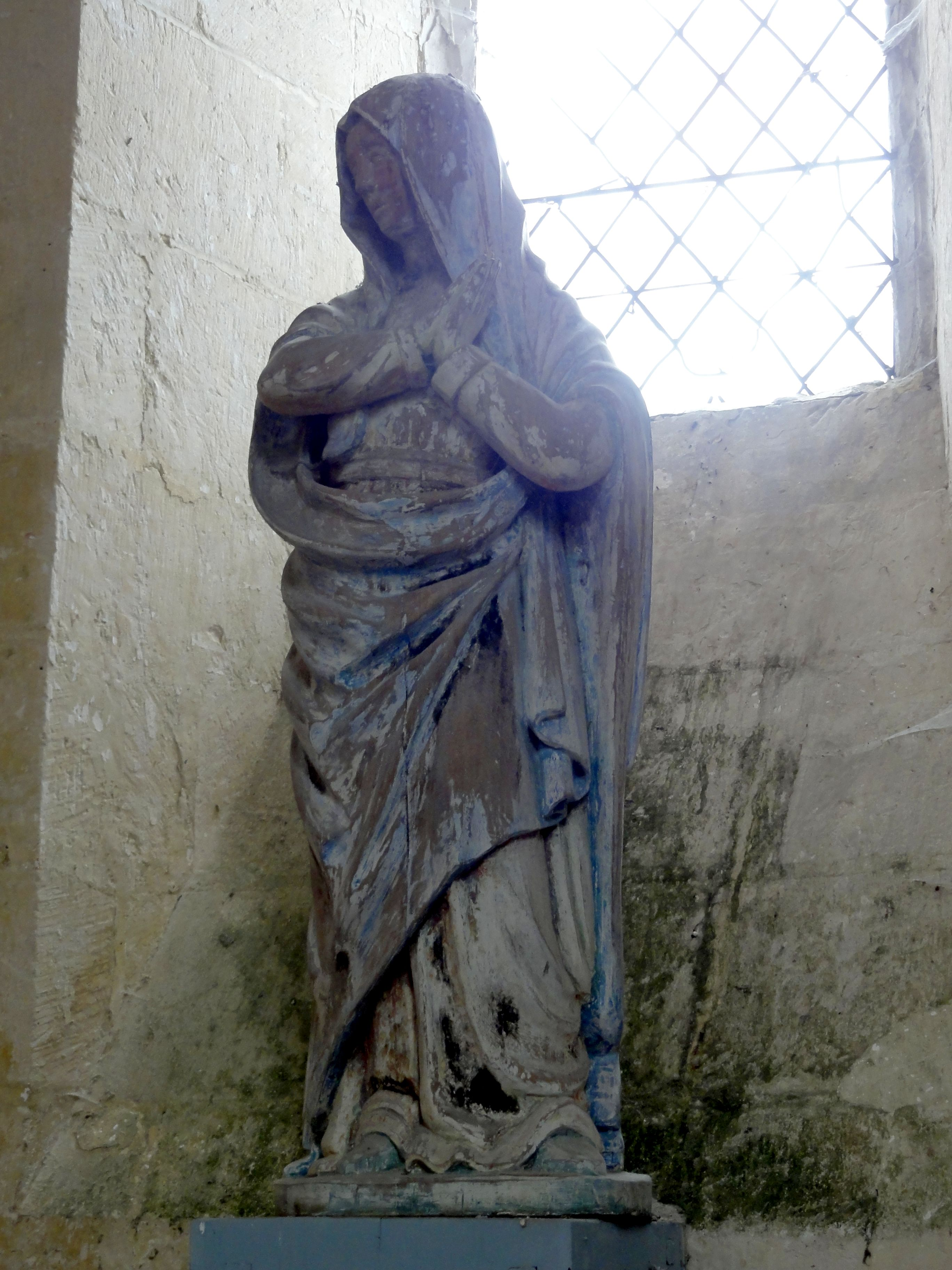
Vierge de Calvaire.
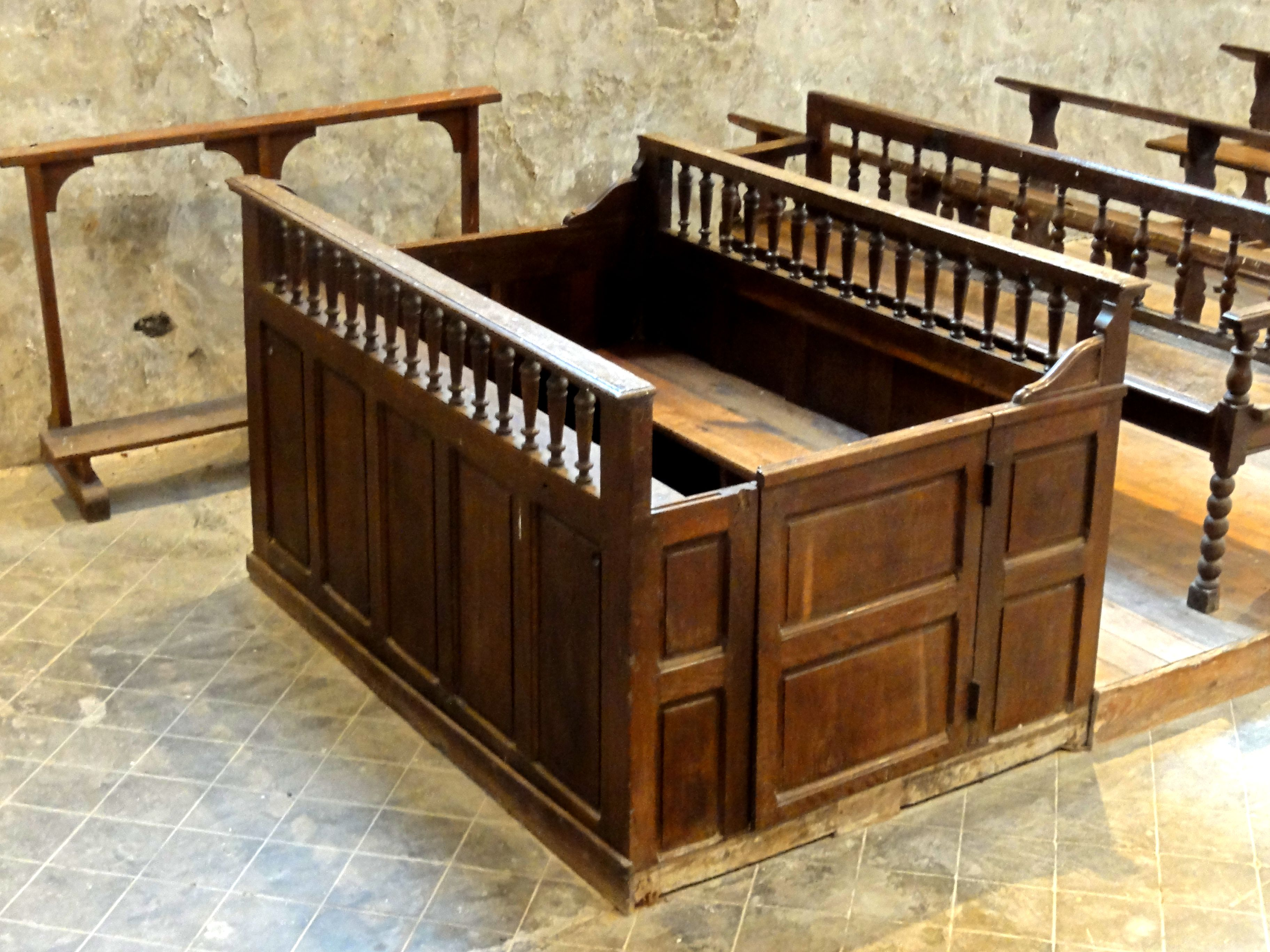
Banc de fidèles, XVIIIe.
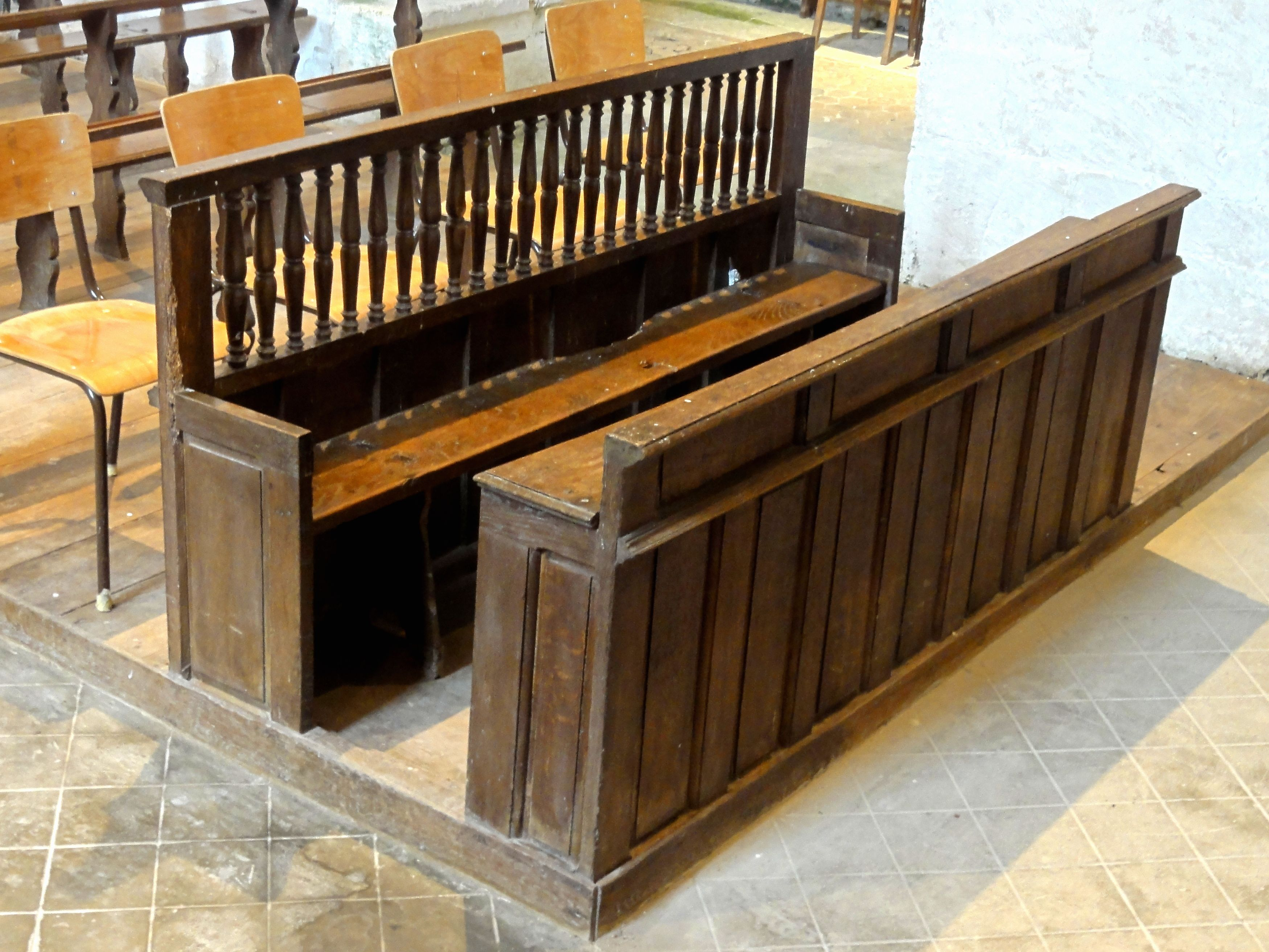
Banc de fidèles, XVIIIe.